# 晋国
晋国，乃西周初期為拱卫北方而分封在今山西省境内的姬姓诸侯国，因都城（今山西临汾市曲沃、翼城交界的曲村—天马遗址，塔儿山之阳）在故陶唐都城（今山西临汾市襄汾县陶寺遗址，塔儿山之阴）附近，故国号仍为唐，始封国君為周武王之子、周成王同母弟虞，后世称为唐叔虞。虞子燮即位后改国号为晋，至此历经尧、虞、夏、商的陶唐氏唐国结束。按《春秋左传·昭公元年》，唐叔虞标志陶唐氏唐国之结束 。晉国是周初三大封國之一，是春秋五霸之一，也是稱霸時間最長者。晋獻公迁都绛（今翼城东南），别都为曲沃（今山西闻喜）。晉景公時遷都新田，稱之為新絳，遗址在今山西省侯马市。
春秋初年，晉國發生小宗曲沃篡奪大宗的曲沃代翼，晋献公時又发生骊姬之乱。為避免歷史重演，自晉文公伊始，除太子以外，國君其他兒子及兄弟皆要遷離晉國，《左传》称“晋无公族”，有別於其他國家。其结果是至晉靈公時，晉的卿大夫勢力開始壯大，成公即位後，封異姓卿大夫為公族大夫，令卿族逐漸成為晉國政權的主導力量。晉平公以後，六卿的實力凌駕於國君之上，遂成六卿執政。晉定公時，六卿中的范氏和中行氏被滅，卿族的平衡被打破。到晉出公時，魏氏、韓氏反戈一擊，聯合趙氏滅掉最強大的智氏，晉國名存實亡。終於到前403年，周威烈王正式承认晋国大夫韩虔、赵籍、魏斯各为韩侯、赵侯、魏侯，从晋国中分裂出韩、赵、魏三个诸侯国，但此時晉國並未滅亡，還剩餘两城。苟延殘喘了27年後，在前376年，晋静公被贬为庶人，晋国公室余地被韩、赵完全瓜分，晋国才彻底灭亡，其宗廟祭祀斷絕。
三家分晋有時被視為戰國時期的開始，宋代司马光編纂的《資治通鑒》將此事作為開篇。

## 名稱和地理位置
晉原本叫做唐，是夏朝的故地，稱之為夏虛。古唐國在周朝建立前就已存在，屬於尧的後裔。周成王時，將弟弟唐叔虞封於此，當時仍稱唐，其子晉侯燮即位後改名為晉。晉最初只限於今山西南部的汾水流域一帶。進入春秋後，於獻公時遷都絳，並開始其擴張進程。最終形成了地跨今天的山西、河北大部，向西發展到黄河西岸，據崤山，西北最遠達到汝水之濱，南方則發展到今河南北部的廣大疆域。

### 國都
晉之國都，見諸於史者，先後有「唐」、「翼」、「絳」、「新絳」等名。唐叔虞受封時的都城在唐。春秋史籍《左傳》最早記載的晉都是翼。翼、絳之關係存在爭議，根據考古報告，唐和翼可能是一座城市，但翼、絳也可能只是一個城市的不同名稱。《晉國史綱要》考證翼、絳是指同一個地方，最初由穆侯從唐遷都於絳，獻公在位期間則對絳進行了擴建。《西周封國考疑》則認為國都自唐叔虞始封到晉侯緡時一直在翼，晉獻公時才遷都絳。晋景公十五年（前585年），景公遷都於絳山之北汾河、澮河會合處的新田，稱之為新絳，這也是晉國末代都城。1954年，在侯马市发现的侯马晋国遗址被认为是新绛。不过历代史书记载中，也有唐城在今太原市西南郊晋阳古城遗址之北的记载，但是目前缺乏充足的文物证据和史料证据，不被当代大多数学者所认可。
曲沃也是晉國重要的城市，在晉國分裂時期是曲沃伯的都城，曲沃代翼後，武公在當地建造宗廟，作為祭祀歷任國君的地方。

## 历史

### 桐叶封弟與早期歷史

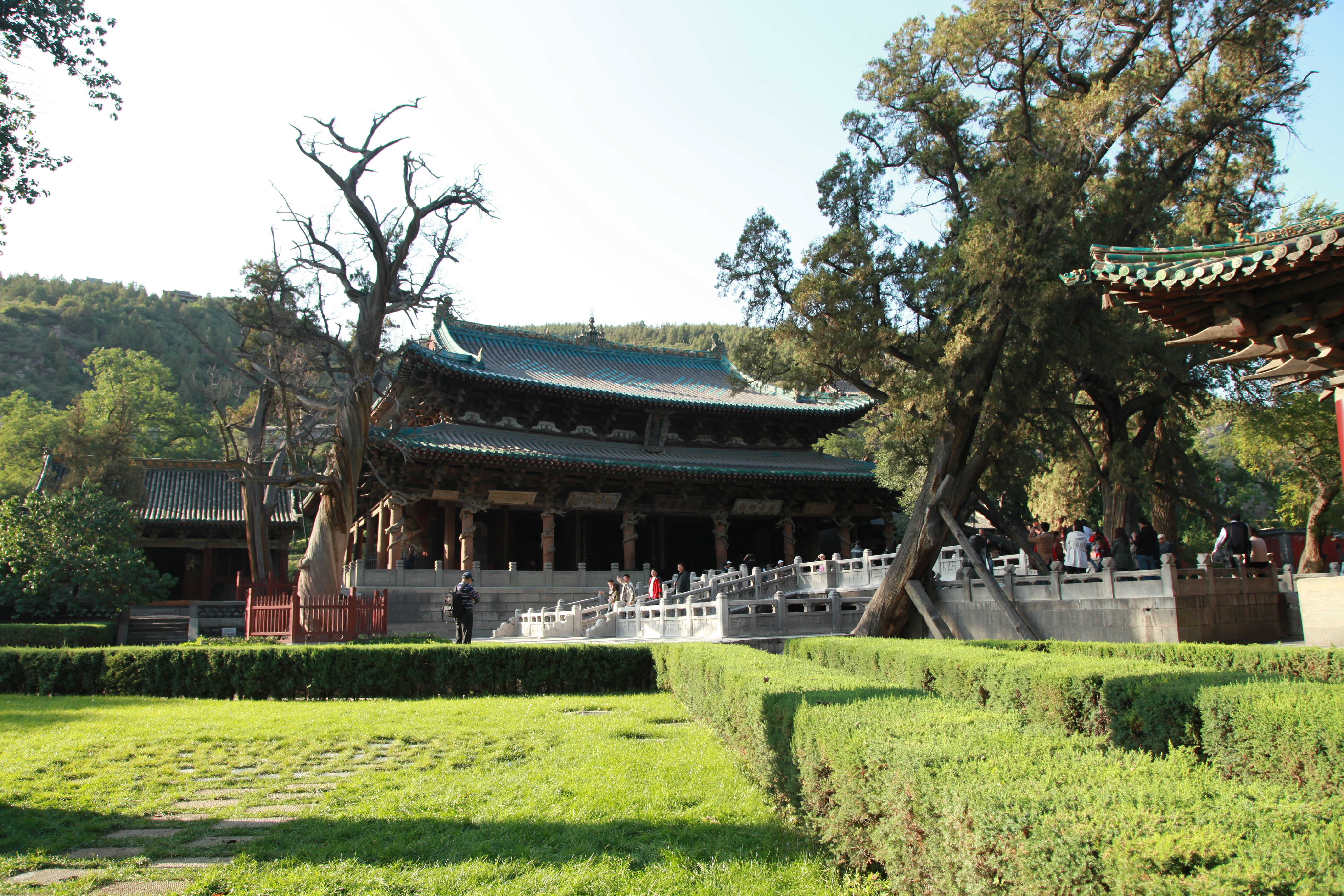
位於山西太原的晉祠，又稱唐叔虞祠，是後人奉祀他的地方

晉國的始封之君是周武王之子、成王同母弟唐叔虞。早在其母邑姜懷孕之時，曾在夢中看到天帝對她說：“我命你的兒子叫做虞，今後會將唐交給他，他的子孫將會繁盛。”邑姜後來果真生下一子，手中有個“虞”字，因此便取名為虞。武王在克商的两年之后去世，由其子，也就是叔虞的哥哥姬诵即位，即周成王。不久，唐國作亂，被周公所滅。周成王与叔虞嬉戏，把桐叶削成玉珪的形状予叔虞，说：用此物分封你。太史史佚说到：天子无戏言，只要说了便要载入史书，按礼仪将其完成，并用乐章来歌颂之，于是请求将叔虞封于唐。周成王隨即封叔虞於唐（今山西翼城西），赐与其四件宝物（大路、密须之鼓、阙巩之甲、沽洗钟），并将殷商“懷姓九宗、職官五正”迁往唐国。叔虞到达唐地后，“启以夏政，疆以戎索”，即用夏代的典章治理国家，用戎人的风俗划分疆土，因此唐地得以迅速稳定。唐叔虞之子晋侯燮（又稱燮父）時，改國名為晉。燮父與齊丁公、衛康伯、魯公伯禽和楚子熊繹同事周康王，為周室重臣。

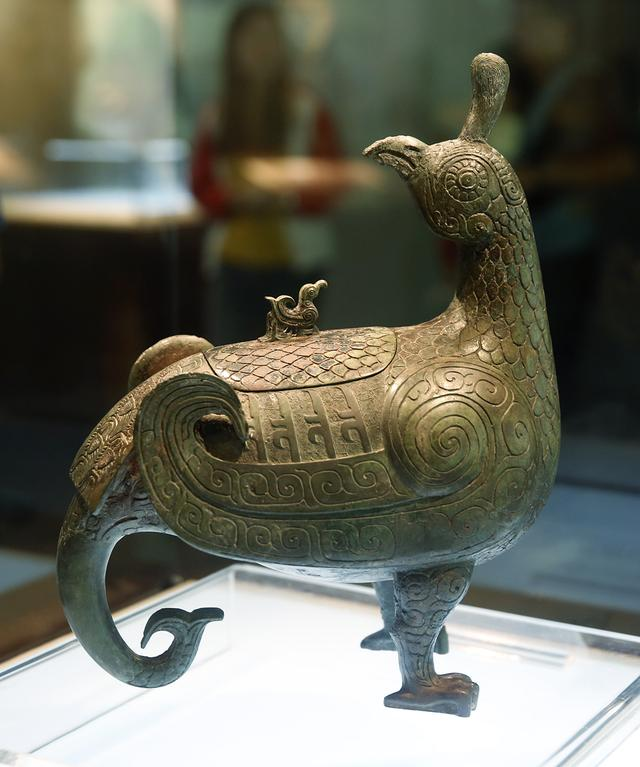
晋侯鸟尊（西周早期）

自西周初唐叔虞封，經過晉侯燮、武侯、成侯和厲侯四世晋侯，这段时间的事迹和纪年不可考。晋靖侯元年（前858年），晋国始有确切纪年。靖侯十八年（前841年），周朝发生国人暴动，周厉王出奔彘地。靖侯之后再歷厘侯和獻侯二世到穆侯，從唐遷都於絳。 穆侯之時，正值周宣王在位，北方的戎狄開始做亂，穆侯多次奉王命征讨戎狄，因此也备受宣王器重。晋穆侯七年（前805年），晋师征伐条戎，穆侯夫人姜氏生下長子，取名為“仇”；穆侯十年（前802年），晋师伐千亩之戎，姜氏又生一子，命名為“成師”。此事受到大夫師服的質疑，並料言晉國會因此出現內亂。穆侯二十年（前792年），穆侯随王师伐条戎、奔戎，王师战败。

### 两周之交与曲沃代翼
周宣王四十四年（前785年），穆侯去世，其弟殤叔爭位，太子仇流亡国外。周幽王元年（前781年），太子仇率眾逐走殤叔，自立為晋侯，是为晋文侯。晋文侯七年（前774年），周幽王因为寵愛褒姒，公然违背周礼，废黜正妻申后和申后之子太子宜臼，改立褒姒為后，其子伯服為太子。文侯十年（前771年），申后的父親申侯糾合犬戎攻打王室，幽王被殺於骊山之下。之後，申侯立宜臼为王，是为周平王。但虢公翰坚持拥立周幽王之弟姬余臣为王，是为周携王。後來周平王和攜王爭位。文侯支持平王，協助他東遷於洛邑。文侯二十二年（前750年），晋文侯发兵攻杀周携王，为东周的缔造立下大功，受到平王奖赏，周桓公感叹到：“我周之东迁，晋郑焉依”。
晋文侯三十五年（前746年），文侯卒，其子伯繼位，是為昭侯。昭侯將叔叔成師封於曲沃（今山西聞喜），曲沃是座大城，其規模甚至要超過國都翼（絳）。成師在曲沃當地頗有民望。周平王三十二年（前739年），晉大夫潘父弒殺昭侯，並企圖迎桓叔成師為君。但國人不服，趕跑桓叔，共迎昭侯之子平為孝侯。過後不久，桓叔去世，其子鮮繼為曲沃莊伯。
晉孝侯十五年（前725年），曲沃莊伯攻入翼城，弒孝侯。晉人不滿，仍立孝侯之子郄為君，即鄂侯。鄂侯在位六年而卒，曲沃莊伯又興兵伐翼。此事甚至驚動了王室，周平王命虢公率兵攻打莊伯，莊伯退回曲沃。晉人再立鄂侯之子光為哀侯。
曲沃莊伯在哀侯即位的第二年去世，其子曲沃武公立，武公繼續和晉公室爭位，先俘虜哀侯，並殺其子小子侯。周桓王再命虢攻打曲沃武公，武公又退回老巢。晉人則立哀侯之弟緡，稱晉侯緡。
晉侯緡二十八年（前679年），曲沃武公擊敗晉侯緡，完全兼並其領地。他以所取得的寶器向周天子行賄，令王室列他為諸侯，承認為晉國正式國君。從曲沃桓叔封於曲沃歷經莊伯、武公三代，晋国的分裂局面长达67年。晉武公以旁枝取代大宗，重新建国，新建的晋国充满活力。

### 獻公时期與驪姬之亂
武公之時，齐桓公已經稱霸。武公去世後，其子献公即位。曲沃一系本是旁枝取代大宗，獻公上台之後，為免重蹈覆轍，便盡逐桓莊之族，即桓叔和莊伯的其他子孫及后代。
當時，對晉國威脅最大的是周邊的諸戎狄部落。在西周、春秋之交，北狄的勢力就已延伸至今陝西北部和山西河北之北，他們嚴重威脅着王室和周邊齊、魯、衛等國的安危。驪戎也是犬戎的一支，原居於今陝西臨潼驪山腳下。平王東遷後，逐漸向着東方擴張，將勢力伸延到晉的西境。晉獻公十一年（前666年），獻公在與驪戎的戰爭中獲勝，並俘獲了骊姬。驪姬深受獻公的寵愛，並決心廢除原來的太子申生，改立驪姬所生的奚齐。於是令太子申生駐守曲沃，攻打山東之戎；又派另兩個兒子重耳與夷吾分別駐守蒲城（今河北永清）和屈（今山西吉县）。此舉一方面是為清除對驪姬之子的威脅，另一方面也是讓他們防禦戎狄的攻勢。
晉國沒有參加齐桓公發起的“尊王攘夷”活動，而是獨自滅掉了同處汾水流域的耿（今山西河津）、霍（今山西霍州）與魏（山西芮城），並將耿和魏分別封給大夫趙夙和畢萬。晉獻公十九年（前658年）和獻公二十二年（前655年），獻公又令荀息借道虞国滅掉了虢国。隨後，虞也被滅。虞虢之地的西方是戎狄活動的地方，晉滅這兩國也是與抵抗戎族有關。一系列的軍事行動，令晉國領土大為擴張，疆域包含整個汾水領水流域，並將勢力範圍延伸到黃河以南。對內方面，献公又吸取历史教训，对同姓宗室公族采取杀戮和放逐的策略，导致从此晋国政治无公族势力的独特局面，以至於日後出現異姓卿大夫專政的局面。
獻公二十一年（前656年），驪姬為使自己的兒子成為太子，便誣告太子申生，申生被迫逃往新城，並最終自縊。驪姬又向獻公譖言重耳和夷吾兩公子，重耳被迫跑到母家狄人之地避難，夷吾則逃往梁（今陝西韓城）。
獻公二十六年（前651年），獻公病重，將奚齊託付予大夫荀息後不久便去世。獻公去世後不久就引起了政變，大夫里克屬意重耳為君，並糾集三公子（太子申生、重耳、夷吾）之黨在獻公新喪之期發難，迫荀息迎重耳，荀息不從，里克便殺奚齊，荀息再立驪姬之妹所生的卓子，仍為里克所殺，荀息也自殺身亡。晉國頓時處於國家無主的混亂狀態中。

### 惠公、懷公父子
晉國發生內亂後，身在梁國的公子夷吾向秦國救援，並許諾成事後將河西、河南、河東之地八城劃予秦。秦穆公也有意向東發展，便同意了請求，他聯合王室和齊國送夷吾回國即位，是為晉惠公。惠公一回國就殺迎立有功的里克，又拒絕兌現早已答應的割地約定。不久，晉國內發生饑荒，惠公向秦國求助，秦國便給晋国粮食，命之曰‘泛舟之役’。幾年後，秦國也發生饑荒，向晉國救援，晉國不予理睬。秦穆公遂興兵伐晉，雙方在韓原（今山西河津、萬泉之間）交戰，晉軍大敗，惠公本人也被俘。秦穆公夫人穆姬是晉獻公的女兒，惠公的姐姐，聽說此事後，帶著兒女以死要挾秦穆公放惠公回國。周天子獲悉後，以晉是宗室同姓國的緣故，也派人求情。晉大夫陰飴甥會秦穆公於王城，要求釋放惠公。形勢之下，秦穆公只得同意。惠公歸國後，將河西地劃給秦，又將太子圉送到秦國做人質。秦穆公將女兒懷嬴嫁給他，並歸還了晉國所獻之地。
晉惠公被俘虜後，國勢一時有所衰弱。狄人借機入侵，奪狐廚和受鐸兩地，又渡汾水，直取昆都。惠公十三年（前638年），在秦國做人質的太子圉逃回晉國。不久，惠公便去世，由太子圉繼位，是為懷公。懷公忌憚公子重耳，下令跟隨他的大臣和親屬在規定的時間內返回可赦免其罪狀。當時，重耳的外公狐突人在國內，兩個兒子狐毛和狐偃都追隨重耳在秦國。懷公強迫他召回兩子，狐突不從，結果被殺。懷公的作法令人不滿，大夫卜偃從此稱病不出。
懷公曾想帶懷嬴一同回國，她言辭以絕，表示自己只是從秦穆公之命來服待他的人，若一同返回便是違君命了。重耳在狄國一住就是十二年，并且還娶妻，生下兩個兒子。之後，重耳離開狄。先後經過了齊、衛、曹、宋、鄭、楚，最終到達秦国。在流亡各國期間，同姓國對他都不太禮貌，反而受到異姓國的款待。在秦期間，秦穆公將五個女子(包含自己的女兒)嫁給他，其中就包括懷公的妻子懷嬴。懷嬴怒斥重耳，重耳則自囚謝罪。
据《左传》，前636年二月，秦穆公送重耳回國爭位，秦晉兩國大夫於郇地結盟，重耳順利掌握了軍隊。隨後直入曲沃，自立為君，他就是大名鼎鼎的晉文公。懷公逃往高梁後，被文公派人所殺。文公即位之後，惠公的舊臣郤芮和呂甥擔心受到報復，遂先下手為強，放火燒宮殿以期至文公於死地，卻不想為內臣所告發。文公便暗地與秦穆公與會王城，呂甥焚燒晉國宮殿的行為並沒有傷害到他，呂甥又繼續追至黄河邊，終為穆公所誘殺。文公則在平息內亂後正式迎夫人文嬴回國，秦穆公以衛士三千相送。文公得政後，原來追隨他的介之推退隱山林，文公幾次找尋無果後，仍留給他緜上之田。
《公羊传》的记载有所不同。据《公羊传》，前636年底，怀公死后重耳才篡夺了晋国。
孔子为晋文公重耳避讳篡位，并未在《春秋》正文中提及晋文公即位细节。

### 文公之霸及其霸業的延續
晉文公係有為之君。他的下屬狐偃、先軫、賈佗和赵衰等人在他流亡期間就已追隨他。文公之前的君主，少有關心華夏諸侯的會盟與戰爭者，而自文公即位開始，興起的晉國儼然成為齊桓公霸業的繼承者了。
文公的霸業，以兩件大事為主。先是“勤王”。晋文公二年（前635年），時值周襄王在位，王室發生了王子帶之亂。他帶人進入王城，襄王則被迫出走。當時，秦穆公駐扎於河上，送逃難至鄭的襄王回國。狐偃諫文公說：“求诸侯，莫如勤王。诸侯信之，且大义也。”文公便辭退秦軍，自率軍至陽樊，又令右軍圍溫，左軍送襄王返回。襄王返王城後，殺王子帶。隨後，文公朝見襄王，受到了隆重的接待。文公向襄王請求之後能以天子之禮而葬（隧葬），襄王不許，因為這是王制，周德雖衰，卻仍沒有人可以代周行天子之禮的。襄王賜陽樊、溫、原、欑茅四地，以報勤王之功。晉國因此擴展了在黃河以北的南陽領土。陽樊和原的臣民都是王親之後，不願屈從，結果被整體遷往他處。

城濮之戰示意圖

另一件則是發生於文公五年（前632年）的城濮之戰。當年，宋受楚國的入侵，便向晉求救。其時，文公即位不久，而楚的實力很強，猶豫中的文公在大臣們的建議之下決意救宋。晉軍於城濮（今山東鄄城西南）打敗楚軍，楚軍主帥子玉自殺。從此依附於楚的許多諸侯向晉國靠攏。第二年，文公和諸侯會盟於河陽，並被擁為霸主，當時連天子周襄王也前來會盟。文公的霸業較為重視對人民的教養，以提高公室的威信，並加強國人的戰鬥力。相比齊桓公的霸業，文公的霸業在他去世後的晉國仍延續著。以后像秦、齐这样的大国都无法与之对抗。能长期和晋较量的只有楚，但双方互有胜负，形成两强更迭把持中原霸权的局面。
文公九年（前628年），晉文公去世，太子歡即位，即襄公。秦穆公想乘晉國新喪之機發兵偷襲鄭國，被鄭人弦高所識破。在秦軍回師的路上，晉國邀其於殽一戰，秦軍大敗，其主將孟明視、西乞術和白乙丙都被俘虜，隨後又被放回。四年後，秦穆公又令三人攻晉以報殽之役之戰，卻也無功而返。從此，秦往西方發展。
晉國興起後，北狄為避其鋒芒便越過太行山，向東方發展，並不斷的騷亂齊、魯、宋、衛等國。在襄公繼位之時，狄已經分裂為赤狄和白狄，其中白狄被襄公打敗，並俘虜其首領。
襄公七年（前621年），晉襄公卒，太子夷皋尚幼，晉人想立年長的君主。赵盾迎襄公身在秦國的弟弟公子雍。賈季則迎在陳國的公子樂。趙盾利用權力廢除賈季的官職。太子的母親穆嬴不滿，抱著幼小的夷皋日夜在日常上號哭，又帶孩子親自去趙盾家中進行爭辯。於是趙盾與諸大夫改迎太子夷皋為靈公。從此，趙盾獨攬權力，這也是晉卿專權的開始。

### 趙氏弒靈公與霸業中衰
靈公後即位後，因年齡幼小，使得大夫開始掌權，並內鬥不止。掌權的趙盾與齊、宋、衛、陳、鄭、許、曹等國在扈結盟，開晉大夫主盟之先河。
靈公二年（前619年），秦國乘晉中衰而接連出兵佔武城（今陝西西華東北）、北徵（今陝西澄城）。在取羈馬（今山西永濟南）之時，晉以趙盾帥中軍與秦軍相持於河曲（山西永濟南）。這次戰爭中，晉軍本佔優勢，但趙盾堅守不出，使得原已連夜逃走的秦軍最終取勝，由此可見趙氏掌權後晉國的衰敗。
靈公幼年即位，隨著年齡的增長，他變得越發頑劣起來。靈公十四年（前607年），趙盾弒靈公，迎襄公異母弟公子黑臀為成公。早先在骊姬之乱時，曾立誓不許群公子居於國內，使得晉國長期以來無公族。成公得位之後，以六卿的嫡子組成為異姓公族，任他們做公族大夫。異姓公族的出現，標誌著卿族勢力愈發強大，公室則日益衰敗，最終形成日後的“六卿專政”與“三家分晋”的遠因。
成公時期的世卿勢大，其中尤以趙氏為最，國君本人也只是他手中的棋子。趙氏首領趙盾的異母弟趙括為公族大族，趙盾之兒趙朔娶成公之女莊姬，並掌握公行。成公八年（前601年），趙盾死後，上軍將郤缺升任為中軍將，即執政正卿。他為將趙朔塞進六卿行列的，竟以下軍佐胥克有蠱疾為借，用趙朔取而代之。一年後，成公卒於伐陳的途中，其子獳即位，為晉景公。

### 遷都新絳與下宮之难
晉景公時期，晉國內部因趙氏弒君專政的行為出現了君臣不睦，人人自危的境況。在景公即位的第三年，晉楚發生邲之戰。當時的三軍六名將佐中，趙氏佔去三分之一，再加上親近趙氏的郤氏和韓氏兩家族，使得晉軍主帥荀林父根本指揮不了自己的軍隊。趙氏集團的輕敵冒進之舉，終令晉軍大敗。
晉國被楚打敗後，齊國開始以東方霸主自居，常借故攻打周邊國家。景公十一年（前589年），郤克開始執政，魯衛兩國求他伐齊以報復。郤克的腿有殘疾，早前曾在齊受辱，早就想復仇的他借機出兵，與齊軍交戰與鞍（今山東濟南市西）。晉最終取勝，並對齊國提出極苛刻的條件，最終在齊使和魯衛的求情下，只令齊國退出所佔的汶陽之田了事。在此年，楚申公巫臣攜夏姬私奔到晉國，導致身在國內的家人被情敵所殺。誓報此仇的巫臣獻上聯吳抗楚之計，他親自去吳國教吳人車戰和射術。從此之後，楚的後方便受到吳國的不斷侵擾，最終陷入到“疲於奔命以死”的狀態。
景公十二年（前588年），晉國將三軍擴充為六軍，原有的六卿變成十二個，趙氏則佔去其中四席。當親趙氏的正卿郤克死後，景公當即令同姓卿族欒書繼任，以打擊趙氏的勢力。就在這年，趙氏內部也發生了內亂。趙盾之弟趙嬰齊與趙朔之妻，同時也是景公姐妹的莊姬通姦事發後，被其兄弟趙同、趙括驅逐而逃往齊國。趙莊姬向景公投訴趙同、趙括欲謀反。景公便於景公十五年（前585年）將國都從世卿勢力強盛的絳遷往新田（今山西侯馬），稱之為新絳。擺脫世卿勢力圈後，景公著手清除卿族勢力。於二年後，發兵圍趙氏老巢下宮，誅殺趙同與趙括，趙氏便一度中衰。這次事件被稱作“下宮之难”，是晉公室對卿族的第一次勝利。趙氏專權以後，國君吸取教訓改為重用同姓卿族，以此打擊異姓卿族的勢力。

### 厲公復霸

鄢陵之戰示意圖

景公於清除趙氏的第三年，即景公十九年（前581年）去世，其子厲公即位。其時，晉楚長期爭霸早已不是齊桓公和宋襄公時代以尊王攘夷為主要目的了，雙方對夾雜其中的中原諸侯國家爭奪得非常激烈。早在景公即位的第二年，楚莊王以鄭國親晉的名義圍攻鄭都新鄭十七天，鄭國以龜殼占卜得出的結果是不能求和。鄭人群集於宗廟前大哭，並預備遷徙到他處。當時連守城的兵士也連哭了起來，楚軍也受到影響，遂暫時撤軍。待到鄭人都城牆修好之後，楚軍又圍城長達三月，城破後，鄭襄公赤裸上身牽著羊來迎接楚莊王。兩年後，楚又攻宋，將宋都商邱包圍達九個月之久，弄得城內出現“易而食，折骸以炊”的慘狀。最終，不願屈服的宋國大夫華元夜入楚營將主將子反挾持，才令楚軍撤退議和。如此激烈和頻繁的戰爭令各國苦不堪言。於是在厲公即位的第二年，在與晉楚執政欒書和子重要好的華元的努力下，晉楚兩國達成了第一次弭兵之盟。
但好景不長，才過了三年，親晉的鄭國在楚軍的攻伐下再次投入其懷抱。於是短短的和平時期終結了，厲公在第二年親率兵伐鄭，與援鄭的楚共王戰於鄢陵。在戰爭中，厲公部下呂錡一箭射中楚共王眼睛，共王手下的神射手養由基還射一箭，正中呂錡之項。在戰爭中，晉郤至每次遇到共王的戰車，總會停下以示敬意。韓厥在追趕鄭成公之時，主動停了下來，同樣是表示對國君的尊重。戰爭是激烈的，此次晉勝而楚敗，但是交戰雙方仍保持著傳統的禮儀。
鄢陵之战大勝後，鄭國仍然心向楚國。厲公旋於同年邀請魯、齊、衛、宋、邾於沙隨（今河南寧陵北）相會，共商攻鄭事宜。在會上，魯成公因大夫叔孫僑如誣告的原因，令厲公沒有和他會面。以至魯軍停滯於鄭國東面，不敢越過鄭國同聯軍會師於鄭西，後派使者請求要晉軍過去接應，才令諸侯軍會齊。厲公聯合諸侯之軍直入鄭境，包圍鄭都新鄭。鄭國讓太子髡頑與侯獳到楚國做人質，楚則派公子成、公子寅協助鄭國。雙方激戰數回，無分勝負。正相持之下之時，晉國卻發生了內亂。
文公以来，先后形成了狐氏、先氏、胥氏、栾氏、郤氏、赵氏、魏氏、韩氏、范氏、智氏、中行氏等世卿。自靈公以後，赵盾杀君更立他人，开晋大臣专权的先例。以后，卿大夫的势力愈来愈大。在厲公時代，公族中以郤氏最強，有郤錡、郤犨、郤至三人為卿，時稱三郤。卿大夫勢力的膨脹導致了與公室的巨大矛盾。由於在景公、厲公時代先後在鞍之戰中敗齊，在麻隧之戰中敗秦，在鄢陵之戰中敗楚，晉國對外方面十分強勢，齊、秦兩強都歸服於己方。在這種外敵俱服的情形下，厲公決意對內下手，除去那些專橫的世卿家族，改用自己的親信。在厲公的授意下，胥童、夷羊五、長魚矯誅除了三郤。當胥童等人再劫持並欲殺掉欒書和中行偃時，厲公心軟了。然而，厲公本人卻於不久後在遊玩之時被欒書和中行偃劫持，並於第二年，即厲公八年（前573年）被弒。
此時距靈公被弒已有三十多年，晉公室在這三十多年間與世卿鬥爭的結果，是兩位國君被弒，狐、箕、伯、先、郤等卿族滅亡，趙氏一度被滅，胥氏已經沉淪，文公時期形成的大卿只餘欒、韓兩家，再加上後起的中行氏和其支系智氏等家族，此後國君的勢力已是要弱於長期把持朝政的他們了。

### 悼公再霸
厲公被弒後，欒書及中行偃迎身在周室的襄公曾孫周為君，是為悼公。悼公時年僅十四歲，卻已是聰慧異常。在被迎立之時，他就提出臣下應服從國君，否則“立而不従，将安用君？”，獲得臣下首肯並結盟後才進入國都。在朝見大臣之時，悼公又當場逐出七名不臣之人，以樹立國君的絕對權威。
悼公之前的靈公、成公、景公、厲公四代是晉國實力最為強盛的時代，但其統治階層自恃其強，對內橫征暴斂令人民不滿；對外則索求無度，諸侯稍有貳心便以武力相加，令諸侯離心。以上種種令晉國的霸業已顯危機，楚國於成公在位晚期復興後再度北上與晉國爭霸。老牌強國齊國和西方的霸主秦國也先後挑戰晉國的權威。晉國在三十年內與之多次暴發大戰，除邲之戰外，晉國雖取得多數勝利，但對外軍事、外交方面已顯疲態。
悼公即位後便著手調整內外各項政策。對內方面，他整顿朝政，命百官、任賢良、寬刑減賦、並濟貧救災。用魏相、士魴、魏颉、趙武為卿。不同於厲公時的激進，悼公以荀家、荀會、欒黡、韓無忌為公族大夫，令他們教育世卿子弟。悼公的治政被《左传》所讚譽，稱之為：“凡六官之长，皆民誉也。举不失职，官不易方，爵不逾德，师不陵正，旅不逼师，民无谤言，所以复霸也。”
不僅在內政成就出色，在對外軍事方面，悼公也不忘對外擴張。早前，楚乘晉國內亂滅掉了舒庸（今安徽舒城一帶），又聯合鄭國伐宋，破彭城（今江苏徐州），並以三百乘軍力戍守，以壓制宋國並切斷晉與吳之間的聯繫通道。宋國向晉救兵，悼公親率大軍駐於台谷（山西晋城），楚便撤軍。悼公又和魯、宋、衛、邾、齊等國會盟於虛朾（今山東泗水），繼續探討援宋事宜。第二年，聯軍圍彭城，守軍投降。同年，晉國以齊不參與彭城之會為由，興兵伐齊，齊迫以太子光為人質。此年夏天，韓厥和荀偃以諸侯之師攻入新鄭外城，並借道鄭境攻楚國的焦和夷（都在今安徽亳州一帶），並一直打到陈国。在聯軍多次威壓之下，鄭被迫向晉國屈服。此後，悼公又多次邀諸侯相會，以打擊楚國的勢力。
悼公八年（前565年），親晉的鄭國敗蔡國，並俘其司馬公子燮。悼公便再邀鄭、齊、宋、衛、邾等國會於邢丘（今河南温县）。會上，悼公規定了各國朝聘的數字，又要諸侯大夫聽眾。鄭簡公親自獻上蔡國俘虜，以示聽命。這次會盟可以算是悼公霸業達到頂峰的標志。
晉楚爭霸的同時，東方的齊國也銳意擴張，在滅掉莱国後，又積極與王室通婚，並聯合周邊的莒、邾等國，有同晉國爭霸的野心。悼公十五年（前558年），齊軍圍魯國的成，又遣邾國從魯國南面進攻。在收到魯國的救援後，晉國準備召諸侯會盟，但悼公在此期間生病，並於這年冬季去世。會盟的計劃也被取消。
總的來說悼公时君权曾有所加强，並一度再霸，但晉國內部已經因卿大夫勢力的壯大而有些分裂，英年早逝的他終究也未能扭转大局。

### 六卿專政與第二次弭兵之盟
悼公去世後，太子彪即位為平公。當時晉楚的長期爭霸，雙方勢力此消彼長，夾在其中的諸侯國時而親晉，時而近楚，令他們苦不堪言。春秋後期，晉、魯、齊等國的君權衰弱，而大夫勢力逐漸上升，雙方之間矛盾重重。為了專注於內部的鬥爭，中原諸侯國家希望能有一個太平的國際關係。而楚國為了全力對付日益強大的吳國也有意同晉國會盟。
終於在平公九年（前548年），晉國的趙武開始執政。宋國的執政向戌和趙武及楚國令尹子木關係良好，向戌決意促成晉楚兩國的會盟，便至兩國遊說趙武，子木，兩國都同意會盟。於是在平公十一年（前546年）夏，晉、楚、魯、蔡、衛、陳、鄭、許、曹等國前往宋國會盟，第二次弭兵之盟得以成功。
弭兵之盟的成功，終於結束了晉楚兩強的長期軍事對峙，從此中原六十多年間沒有出現大的戰事。在會盟中，內部矛盾重重的晉國對楚國一再讓步，任由楚以盟主自居，目的就是以對外犧牲來換得良機來進行內部鬥爭。會盟後，晉國已是退出爭霸的行列了。當十二年後楚靈王滅陳時，晉國對此無動於衷。從此爭霸的戰場轉向南方的楚吳之間。
平公二十五年（前533年），平公邀齊、宋、衛、鄭、曹、莒、邾、滕、薛、杞、小邾等會盟於澶淵（今河南濮陽西北），這也是繼悼公之後的最大一次會盟，也是晉國實力的頂端。但第二年後，晉國就發生了內亂。
平公時期與公室關係最好的世卿是出於靖侯，且擁立悼公有功的欒氏。家主欒書去世後，繼承人欒黡“驕橫汰虐”，因此樹敵甚多，但仇敵們憚於其父餘威並未有所行動。欒黡去世後，災難終降臨於其子欒盈身上。不久，欒盈之母向其父士匄誣告，終令欒盈被殺，欒氏之族被殺殆盡，僅剩欒魴逃往宋國。欒氏被滅後，與欒盈交好的官員也受到波及，同為晉室支脈的羊舌氏成員一人被殺，二人被囚。欒氏被滅後，晉國大的卿族剩下還六家，即范氏、中行氏、智氏、韩氏、赵氏、魏氏六卿，剛好一家佔一個卿位，從此晉國君權不振，取而代之的是六卿專權時代。

### 晉的衰落
平公在位後期，六卿勢大，公室不振，國勢也是日益衰落。平公在卿大夫荀盈去世後，想除去荀氏（智氏），以親信為卿，但在卿族強大的勢力重壓之下只得以荀盈之子荀躒繼任。從此平公便只知飲酒作樂，假裝不知公室的衰敗。在諸侯事務方面，楚靈王誘殺蔡靈侯後，興兵圍蔡。晉國不敢出兵救援，只派使臣向楚求情，但被楚靈王拒絕，徑直滅蔡並殺其太子。
平公二十六年（前532年）平公去世，其子昭公即位。此時，齊景公開始不把晉國放在眼中，有代其為盟主的企圖。昭公繼位的第二年，楚國發生政變，公子棄疾自立為楚平王。昭公想借機鞏固盟主地位，便在平丘召集諸侯會盟，但諸侯只是敷衍了事。會後，齊兩次單獨和徐、莒、邾、杞等國結盟。甚至宋國也在與其他諸侯會盟。

### 六卿內鬥與三家分晉
在昭公之子頃公在位期間，六卿借頃公之手消滅了祁氏和羊舌氏這兩家公室最後的支脈和擁護者，將其封地盡數瓜分，從此公室便再沒有可倚仗的勢力了。當公室已不复成为重要力量之時，六卿之间争权夺利的斗争便更加激烈。定公十五年（前497年），齊、衛於郹氏（今山東巨野附近）相會，攻晉的河內，第二次弭兵之盟至此完全破裂。從此出現了以齊為主的東方聯盟與晉之間的對峙，晉的盟主地位已只是個擺設。
也就是宋衛攻晉的當年，晉國六卿中的范氏和中行氏同其餘四家不和，兩國聯合魯國支持兩家意圖借機獲利。這次內亂最終被晉國平亂，范氏和中行氏被驅逐，其封地被另外四卿瓜分，至此晉卿還剩下智、韓、魏、趙四家。
在定公之子出公時期，卿族之間的鬥爭更加劇烈，晉的土地持續向北擴展著。智氏滅仇由（今山西盂县東北）後，又於定公十六年（前459年）取中山国的窮魚之邱，勢力發展到河北定州一帶。趙襄子於出公十七年（前458年）成了趙氏首領後，誘殺其姐夫代王，盡取代地。四年後，四卿首領趙襄子、魏桓子、韓虎和智伯瑶將直屬公室的原范氏和中行氏剩餘領土全數瓜分，出公不滿，想借齊魯兩國軍隊逐四卿，反被四卿趕跑。
出公二十二年（前453年），智氏聯合韓、魏兩家圍趙氏的晉陽，但在關鍵時刻，韓、魏反過來同趙氏合力滅掉了最強大的智氏，並三分其地，至此晋国实际上已被三家瓜分。
此後名義上的晉國還繼續存在。哀公十八年（前434年），晋哀公卒，晋幽公即位。韩、赵、魏瓜分晋国剩余土地，只有绛与曲沃两地留给晋幽公。从此韩、赵、魏称为三晋。十八年後，幽公為“盜”所殺，其子烈公繼任。烈公十三年（前403年），周威烈王正式承认韩、赵、魏三家为诸侯。烈公後又傳孝公、靜公兩代。赵敬侯十一年（前376年），赵敬侯、韩哀侯、魏武侯瓜分晋国残余领土，晋国宗室绝祀，建立近七百年的晋国徹底灭亡。赵成侯十六年（前359年），赵封晋静公于端氏。赵肃侯元年（前349年），夺取端氏，徙静公于屯留，此后再无晋国宗室的记载。

## 重要事件
- 前11世纪，唐叔虞受封于唐。其子唐叔子燮更国名为晋，是为晋侯。
- 前858年，晋靖侯元年，晋国开始有确切纪年。
- 前746年，晋昭侯把曲沃封给其叔父（晋文侯的弟弟）曲沃桓叔成师，晋内乱开始。翼与曲沃争夺晋国统治权。
- 前679年，曲沃武公统一晋国，周僖王接受賄賂之後封曲沃武公为晋国君主，列为诸侯。
- 前661年，晋国灭耿国、霍国和魏国。
- 前656年，骊姬之乱，世子申生被迫自杀，重耳逃走。
- 前655年，晋国使用假途伐虢之计，灭虞国和虢国。
- 前651年，晋献公薨，骊姬之乱结束，晋惠公即位。
- 前646年，因为晋惠公拒绝向秦国卖粮食赈济饥荒，秦穆公大怒，在韩之战攻打并打败晋国。
- 前636年，重耳（晋文公）即位。
- 前632年，晋楚城濮之战，晋国打败楚国。晋国称霸中原。
- 前628年，晋文公薨，其子晋襄公即位。
- 前627年，晋秦殽之战，晋国打败秦国。
- 前621年，晋襄公薨，其子晋灵公尚幼，赵盾掌握政权。
- 前607年，晋灵公被杀，其叔晋成公即位。
- 前600年，晋成公薨，其子晋景公即位。
- 前597年，邲之战，晋国败于楚国。
- 前578年，晋厉公联合齐、鲁、宋、卫等十二国伐秦，在麻隧大败秦军，虏秦国大将成差。
- 前575年，焉陵之战，晋国击败郑楚联军，虏楚国王子茷。
- 前557年，与楚国战于湛阪（今平顶山），楚师受挫，攻楚至楚长城，又回师攻许国。同年攻齐至临淄。
- 前546年，第二次弭兵之盟，晋国开始陷入六卿内斗。
- 前544年，吴国公子季札出使晋国，料言晋国政权要落到三家（赵魏韩）手中。
- 前490年，范氏、中行氏逃亡齐国，晋国只剩下赵氏、魏氏、韩氏、智氏四卿。
- 前453年，韓、趙、魏三家滅智氏。
- 前434年，晋哀公死，晋幽公即位。韩、赵、魏瓜分晋国土地，只有绛与曲沃两地留给晋幽公。从此韩、赵、魏称为三晋。
- 前403年，周天子封韓、趙、魏三家為諸侯，三晋正式建国，戰國時代開始。
- 前376年，韓、趙、魏瓜分晉國残余领土，晋国宗室绝祀，最终灭亡。

## 行政區劃

### 制度

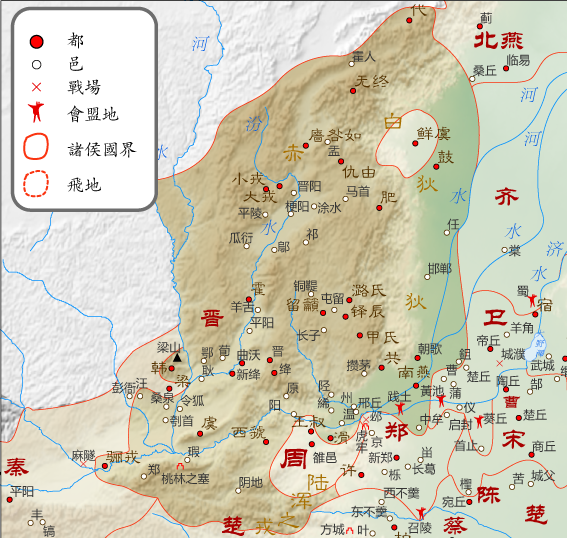
春秋诸侯分布图晋国放大部分

晉國早期的地方行政為都、邑兩種。“都”是指有宗廟的城市，沒有宗廟的都稱為邑。隨晉國土地的不斷增長，到春秋初期又興起一種名為“縣”的行政單位。縣是通過滅亡其他小國而形成的，國君將其封給大夫作為世襲的封地。縣都是由新佔領的封地而設置，所以常位於國境邊緣，屬於軍政合一的單位。隨著滅國的增加，令得縣要比都和邑發展的得更快。而由於公室的衰微和世卿家族的興起，卿大夫們不斷兼併公室的領地，到悼公以後，連舊都絳也被置為縣了。晉國在春秋後期已經有四十九縣，並且都是“成縣”，也就是大縣。除此之外，還有為數不少的自大縣中分出的小縣。晉國的縣不同於楚國，其長官叫做縣大夫，也是可以世袭的，其權力幾乎和普通的邑大夫沒有區別。
在春秋末期，又出現了新的單位——郡。當時，郡的地位不如縣，原本是卿大夫控制新佔的封地而設置的。郡的地位雖然次於縣，但其轄域卻遠大於縣，主要為軍事單位。後來，隨著郡在政治和經濟方面的發展，郡便會分成數個縣，從此地位也凌駕於縣之上了，這也是戰國普通實施的郡縣制。

### 區劃
据《中國行政區劃史·總論、先秦卷》中的晉縣考的考證，晉縣最早為武公時所設的荀縣，再為獻公時的耿、魏兩縣，其餘各縣則為文公、靈公、平公和頃公時所置。這些縣主要分佈在黃河（古稱河水）與汾河流域，並遠離都城，處於邊地。
| 名稱     | 設置時間                  | 設置原因                                                                                               | 所在位置                             | 備註                                                                              |
| -------- | ------------------------- | --- | ------------------------------------ | --------------------------------------------------------------------------------- |
| 荀       | 武公三十九年（前676年）   | 荀本為姬姓諸侯國，為晉武公所滅，其地賜給大夫原氏黯。                                                   | 山西省新絳縣東北                     | 荀亦作郇。                                                                        |
| 耿       | 獻公十六年（前661年）     | 原為姬姓諸侯國，為晉獻公所滅，其地賜給趙夙。                                                           | 山西省河津縣東南                     |                                                                                   |
| 魏       |                           | 原為姬姓諸侯國，為晉獻公所滅，其地賜給畢萬。                                                           | 山西省芮城縣北                       |                                                                                   |
| 陽樊     | 文公三年（前635年）       | 本皆為周的畿內邑，因晉文公有功於王室而受賜，後皆置以為縣。                                             | 河南省濟源市西南                     | 又作樊或陽。                                                                      |
| 溫       | 文公三年（前635年）       | 本皆為周的畿內邑，因晉文公有功於王室而受賜，後皆置以為縣。                                             | 河南省溫縣西南                       |                                                                                   |
| 原       | 文公三年（前635年）       | 本皆為周的畿內邑，因晉文公有功於王室而受賜，後皆置以為縣。                                             | 河南省濟源市西北                     |                                                                                   |
| 欑茅     | 文公三年（前635年）       | 本皆為周的畿內邑，因晉文公有功於王室而受賜，後皆置以為縣。                                             | 河南省修武縣北                       |                                                                                   |
| 州       | 文公三年（前635年）       | 本皆為周的畿內邑，因晉文公有功於王室而受賜，後皆置以為縣。                                             | 河南省溫縣東北                       |                                                                                   |
| 陘       | 文公三年（前635年）       | 本皆為周的畿內邑，因晉文公有功於王室而受賜，後皆置以為縣。                                             | 河南省沁陽市西北                     |                                                                                   |
| 絺       | 文公三年（前635年）       | 本皆為周的畿內邑，因晉文公有功於王室而受賜，後皆置以為縣。                                             | 河南省沁陽市西南                     |                                                                                   |
| 鉏       | 文公三年（前635年）       | 本皆為周的畿內邑，因晉文公有功於王室而受賜，後皆置以為縣。                                             | 河南省滑縣東                         |                                                                                   |
| 先茅之縣 | 文公九年（前628年）       | 晉文公於此年置有“先茅之縣”。第二年，晉將郤缺在箕大敗白狄，俘白狄子，晉襄公賜“先茅之縣”予胥臣。         |                                      | 晉國最早有記載的縣。                                                              |
| 瑕縣     | 靈公七年（前614年）       | 本為鄭國城邑，後入晉，詹嘉為縣大夫。                                                                   | 河南省靈寶市西北                     |                                                                                   |
| 陰地縣   | 約靈公十四年（前607年）   | | 河南省盧氏縣東北的陰地城             | 其長官不同於普通的縣大夫，而稱為命大夫。                                          |
| 瓜衍縣   | 約景公七年（前594年）     | | 山西省孝義市北                       | 景公將其賜給士貞子。                                                              |
| 邢丘縣   | 景公十二年（前589年）     | | 河南省溫縣東北                       | 申公巫臣於此年奔晉，景公封其為邢丘大夫。                                          |
| 原縣     |                           | 景公誅趙同，原縣收為公室所有。                                                                         |                                      |                                                                                   |
| 長子縣   | 平公三年（前555年）       | | 山西省長子縣                         |                                                                                   |
| 屯留縣   |                           | | 山西省屯留縣東南                     |                                                                                   |
| 絳縣     | 約平公十二年（前546年）   | | 山西省侯馬市东南                     |                                                                                   |
| 任縣     | 平公十五年（前543年）     | 此年置任縣，由鄭國人羽頡任縣大夫。                                                                     | 河北省任縣東南                       |                                                                                   |
| 中牟縣   |                           | | 河南省中牟縣東，或說在河南省鶴壁市西 |                                                                                   |
| 閻縣     | 約平公二十五年（前533年） | |                                      |                                                                                   |
| 州县     | 平公十九年（前539年）     | 当年将州县赐给郑公孙段，他去世回收由温县管辖，后又分出赐给郤称。                                       |                                      |                                                                                   |
| 原县     |                           | |                                      | 原为宋县，州县在平公二十三年（前535年）归晋后，由韩起用其换取宋大夫乐大心的原县。 |
| 鄔縣     |                           | 頃公十三年時，公室最後力量祁氏和羊舌氏領地被掌權的世卿瓜分，祁氏之田被置為七縣，羊舌氏之田則分為三縣。 | 山西省介休市東北                     |                                                                                   |
| 祁縣     | 山西省祁縣東南            | 頃公十三年時，公室最後力量祁氏和羊舌氏領地被掌權的世卿瓜分，祁氏之田被置為七縣，羊舌氏之田則分為三縣。 |                                      |                                                                                   |
| 平陵縣   | 山西省文水縣東北          | 頃公十三年時，公室最後力量祁氏和羊舌氏領地被掌權的世卿瓜分，祁氏之田被置為七縣，羊舌氏之田則分為三縣。 |                                      |                                                                                   |
| 梗陽縣   | 山西省清徐縣              | 頃公十三年時，公室最後力量祁氏和羊舌氏領地被掌權的世卿瓜分，祁氏之田被置為七縣，羊舌氏之田則分為三縣。 |                                      |                                                                                   |
| 凃水縣   | 山西省榆次市西南          | 頃公十三年時，公室最後力量祁氏和羊舌氏領地被掌權的世卿瓜分，祁氏之田被置為七縣，羊舌氏之田則分為三縣。 |                                      |                                                                                   |
| 馬首縣   | 山西省壽陽縣東南          | 頃公十三年時，公室最後力量祁氏和羊舌氏領地被掌權的世卿瓜分，祁氏之田被置為七縣，羊舌氏之田則分為三縣。 |                                      |                                                                                   |
| 盂縣     | 山西省陽曲縣東北          | 頃公十三年時，公室最後力量祁氏和羊舌氏領地被掌權的世卿瓜分，祁氏之田被置為七縣，羊舌氏之田則分為三縣。 |                                      |                                                                                   |
| 銅鞮縣   | 山西省沁縣南              | 頃公十三年時，公室最後力量祁氏和羊舌氏領地被掌權的世卿瓜分，祁氏之田被置為七縣，羊舌氏之田則分為三縣。 |                                      |                                                                                   |
| 平陽縣   | 山西省臨汾市西南          | 頃公十三年時，公室最後力量祁氏和羊舌氏領地被掌權的世卿瓜分，祁氏之田被置為七縣，羊舌氏之田則分為三縣。 |                                      |                                                                                   |
| 楊氏縣   | 山西省洪洞縣東南          | 頃公十三年時，公室最後力量祁氏和羊舌氏領地被掌權的世卿瓜分，祁氏之田被置為七縣，羊舌氏之田則分為三縣。 | 又作揚，或楊。                       |                                                                                   |
| 邯鄲縣   | 定公十三年（前500年）     | | 河北省邯鄲市                         |                                                                                   |

## 外交
在西周時代，晉國是周朝北部重要封國，為抵禦戎狄的重要屏障。進入春秋以後，晉國不斷併吞周圍的諸侯小國與戎狄領地，實力大增。齊桓公去世，晉國進入爭霸行列，文公時在城濮之戰中擊敗楚國，躍升為諸侯霸主，開始長期主導華夏諸侯的政治。

### 齊國
齐国是周朝的母舅之國，其始封君姜太公之女邑姜便是武王正妃，成王和唐叔虞的母親。在西周時，晉齊君主曾同擔任周康王大臣。雙方不僅是同僚，也經常通婚，獻公時的太子申生和穆姬之母就是齊女；文公流亡齊國期間，齊桓公對他禮遇有加，並將女兒嫁給他。齊桓公去世後，齊國出現君位之爭，其霸業衰落，從此進入到晉楚爭霸時代。此後的齊國雖然為晉的盟國，但又欲挑戰晉國的霸權，雙方最終在晋景公（齐顷公）時期發生鞌之戰，齊國戰敗。此戰之後，身處海濱的齊國雖然表面親晉，私下卻極力擴張其在東方的勢力。晉國自平公以後，內部卿大夫鬥爭激烈，齊國便開始以東方霸主自居，並多次與周邊小國盟會。

### 秦國
秦國在東周才立國，其始祖因助平王有功而封為諸侯，獲賜周室故地。到獻公時期，晉國向西用兵取驪戎之地後，兩國領地有所接觸，並開始互相交流。一方面兩國長期通婚，成語“秦晉之好”就是形容雙方的聯姻。惠公、文公則是由因秦穆公的幫助才得以即位；另一方面，隨著兩國領土的擴張，也面臨著衝突。文公去世後，一心求霸的秦穆公乘晉國國喪伐鄭不成，被晉國先後在殽之戰和令狐之戰中擊敗。兩國自此由原本的友邦變成敵對，秦國開始聯楚及勾結北狄來打擊晉國。在景公和厲公時代，晉國多次被秦、楚合擊。忍無可忍的厲公派呂相出使秦國，送出著名的呂相《絕秦書》為戰書，聯合齊、宋、衛、鄭、曹、邾和滕共八國之師伐秦，在麻隧之戰中大敗秦國。秦經此一役，幾世不振，元氣大傷，從此不再對形成晉國西部威脅。兩國對峙了八十多年後，到平公十一年（前547年），才在長期居於晉國的秦景公之弟后子鍼的調解下恢復關係。

### 楚國
晉、楚在西周時也曾為同僚。進入春秋後，楚國積極向北擴張，兩國因為利益而發生戰爭已是不可避免。但文公流亡國外時，曾在楚國受到楚成王的禮遇，文公沒有好的理由和楚國開戰。直到宋國親晉叛楚後，楚國發兵攻宋，晉國便以救宋的名義同楚國交戰，在城濮之戰中打敗楚國。晉國從此確立了霸權，原來親楚的鄭、魯等國都選擇了和晉國結盟。此後的百多年間，晉楚兩國多數爆發大戰，但兩國實力相差不大，雙方都沒有辦法完全壓過另一方。到春秋後期，晉國內部的鬥爭激烈，無暇對外爭霸，便與楚國簽訂第二次弭兵之盟，自此退出爭霸的舞台。
由於晉楚長期對峙，雙國那些在政治鬥爭中失敗的大夫或家族往往會選擇逃往敵對國家，以保存自己，成語“楚材晉用”就是指楚國的人才為晉國所用的典故。比如晉國的伯宗被三郤所害後，其子伯州犁便逃往楚國為官；而仕晉的苗賁皇、申公巫臣原本都是楚臣，因為家族被滅或與權貴不睦才出走他國。

### 與戎狄的關係
晉國與北方的戎狄毗鄰。戎狄並不是一個整體，而是當時對非華夏人群的通稱。這些戎狄部落有些很早就已居於晉國周邊，有些則是受平王東遷的影響遷徙而至。

#### 條戎、奔戎及北戎
位於晉國和王室之間，活動於今山西绛县、夏縣，中条山附近的條戎與奔戎是最早和晉國接觸的。晋穆侯七年（前805年），晋师伐条戎，这是晋国与戎狄最早的交战记录。晋穆侯十年（前802年），晋师伐千亩之戎，取胜。周宣王三十六年（前792年），晉穆侯隨王师伐條戎、奔戎並最終獲勝。
北戎則是活動於今山西和河北北方的山戎，其最大的一部又稱無終。晉穆侯在位期間曾大敗北戎。穆侯以後，齊桓公率諸侯將多次侵犯北燕、邢、衛的北戎擊潰，北戎至此衰落，並服於太行山一帶的赤狄。北戎在悼公時一度與晉國和談並達成近三十年的和平，直到無終聯合狄戎各部攻擊晉國為止。這次戰爭中，晉國改用步兵大敗聯軍。

#### 白狄
對晉國最有威脅的要數白狄，這支狄族散佈於今陝西境內的黃河沿岸一帶，是曾摧毀西周的犬戎別部。春秋以後，白狄逐漸分為兩部：一支仍居原地；一支則越過黃河進入河北正定一帶。自晉獻公以來，晉國多次與堅守故地的白狄發生戰爭。晉成公以後，在晉秦兩國的夾擊下，這支白狄不得不一時服晉。
向東發展的白狄後來又分為鮮虞、肥和鼓三部。其中以鮮虞最強，其餘兩部都臣服於它。第二次弭兵之盟以後，中原戰事告於平息，控制晉國的政權的六卿便向東北擴張以增強各自實力。肥國首當其沖的被中行氏所滅，並在接下來的三年間，又多次圍攻鮮虞並迫降鼓國。鮮虞由此羽翼盡去，但其實力仍強，晉國多次被其攻擊，損兵折將不在少數。鮮虞甚至於定公六年（前506年）仿中原制度建立的中山國，受到範鞅與衛國聯軍的攻打。十年後，晉六卿內亂，中山國參加了齊、魯、衛三國攻晉的行動以救範氏、中行氏。進入戰國以後，中山成為除戰國七雄以外的北方強國之一，並持續對三晉形成威脅。
晉國和白狄雖曾多次發生戰爭，但雙方的關係也一度良好。驪姬之亂後，晉文公流亡白狄部落達十二年之久。厲公時期，白狄受到秦景公的欺騙，憤而之下選擇與晉國結盟。

#### 赤狄
赤狄是除白狄以外較有實力的一支，主要分佈於今山西東南的方山、盂縣、昔陽、武鄉一帶。它們在晉獻公時又稱“東山皋落氏”，一度嚴峻威脅着晉國。晉文公時先後在勤王成功後獲得天子所賜的南陽之地，再加上通過戰爭獲得的五鹿，對赤狄形成了包圍之勢。晉襄公以後，赤狄便分裂為潞氏、甲氏、留吁、鐸辰和啬咎如五部，其中以潞氏最強。晉成公還將女兒伯姬嫁給潞氏君主嬰兒為夫人。由於嬰兒性格懦弱，大臣鄷舒擅權，他不僅弄傷嬰兒眼睛，還將伯姬殺害。晉景公大怒，命荀林父滅潞氏，嬰兒也被俘虜。第二年，晉國又連接滅掉了赤狄餘下四部。赤狄滅亡後，其殘餘一部分華夏化，另一部分則北奔，後來形成了汉朝時的高車族。

#### 狐氏戎
狐氏戎主要活動於今山西太原以西的呂梁山，是晉國始祖唐叔虞流落到戎人地區所出的後代，狐氏大戎與晉國的關係較好，晉文公的母親大戎狐姬便是狐氏戎女子，狐突和狐毛、狐偃父子都在晉國為官，是文公、襄公時期有影響力的家族。

#### 驪戎
位於今陝西臨潼一帶的驪戎跟晉國並不接壤，但晉國在獻公即位的第五年就滅驪戎，取驪姬而歸。驪戎由此成為晉國的飛地，直到十多數年後，獻公滅掉虞、虢、耿、魏等國才將晉國本土和驪戎之地相連。

#### 陸渾之戎
陸渾之戎也是一度強大的戎部落，原居於今甘肅敦煌一帶的他們在西周時與周宣王所率的南國之師戰於千畝，周師損失甚大。晉惠公被秦國打敗後，使計誘其東遷於伊川（河南嵩縣），因伊川位於晉國境內黃河之南，故又稱“陰戎”。東遷的陸渾之戎從此成為了晉國附庸，其後又分裂為居於西部的“姜姓之戎”和居於東部的“允姓之戎”。晉國自平公以後，霸權日衰，陸渾之戎改與楚國親近，最終被晉荀吴所滅。

#### 其他
其他較常見的戎狄部落還有居于今山西平陸一帶的茅戎、居於河南伊水、洛水附近的伊洛之戎。這些戎狄除鮮虞所建的中山國以外，剩下都被晉國所滅，其部眾成為了晉國的人民。

## 制度

### 宗法
宗法制度是周朝封建制的基礎。宗法規定，國君的繼承者必須是嫡長子，其餘的兒子都稱為別子。別子要另立宗族，並做為宗族的始祖。別子的宗族也是由嫡長子繼承，稱之為大宗，其餘的兒子要新立為小宗。大宗歷代都以最初分出的別子為祖，稱之為“百世不遷之宗”，而小宗則每過五世就要和大宗脫離，這即是“五世則遷之宗”。春秋以後，晉國經過曲沃代翼與獻公時的盡除公族和驪姬之亂後，破壞了傳統的宗法制度，使得宗法制在晉國無法完全貫徹。武公以後的國君只尊始祖唐叔虞為祖，武公為宗，而唐叔至武公之間的各代君主都不再接受祭祀。獻公以後，嫡長子繼承制度也有所松動。惠公、文公、成公、悼公都是以庶子的身份繼位，由於宗法約束力的下降，令禮的影響也有所減弱，取而代之的是法制。

### 官制
晉國在文公以前的官職有司徒、司空、司馬、太師、太傅。司徒在西周時為執政，後為因晉厘侯名為司徒，為避諱便被廢置。司空為掌管軍法的官員，司空則主要管理軍營和後勤。文公以後，晉國實行的是軍政合一的制度，文公時設卿，卿又稱將軍，他既是文職，也是三軍的長官。六卿也稱六正或六將軍，其中中軍長官為眾卿之長，稱為正卿、中軍將或者元帥。
卿之下的官職又通稱大夫，大夫不僅是官職，同樣也是爵位。大夫也分上、中、下三種。並可以其司職而存在其他名稱。司空在西周本屬三公之一，卿制出現後，反倒成為了卿的手下，成為專司製造和刑法的大夫。晉國的司空多由世掌刑法的士氏擔任。
在教育方面，國君會委派一個大夫為太子的老師，稱之為傅，或太傅、太師、師保等。如晉平公為太子時，悼公以叔向為傅。成公得位後，將卿大夫的子弟列為公族，並設置公族大夫進行管理。在地方行政區劃方面，晉國實行邑、縣兩種形式，其長官通稱邑大夫、或縣大夫。
晉國執掌刑法的大夫又稱士、理或司寇。六卿中的士氏（後稱範氏）也是以職務為氏。晉國的司寇士氏是世掌刑律的家族，原本是為在王室任職，西周末期因內亂而逃至晉國為官。由於晉在春秋時為諸侯盟主，司寇也會常為諸侯判案，有時連王室也會請士氏幫忙。
管理宗族事務與典籍的大夫一般叫做祝、宗、卜、史等。祝主要為祈福和禳災。宗也稱宗人，主要是管理國君的卿大夫的家庭事務。史則為記事書言，也兼觀察天象和整理宗族資料。史官中還有一個分支，稱為卜，是專事占卜一事。而專門管理和整理收藏典籍的史官又叫做籍。
在古代，宴請賓客或進行祭祀活動中總少不了音樂，晉國司職音職的大夫稱之為“師”。而外交方面的人才，又通稱“行李”或“行人”，因為重要的會盟和朝聘活動都是由國君或卿大夫親自參加，故而行人主要是處理一般性質的外交活動。
根據周制，諸侯的親衛軍稱做“公乘”和“公行”。其主管呼為“七輿大夫”，春秋後期，由於國君勢衰，七輿大夫遂不見於史。

### 軍制
周朝的軍制是天子六軍，諸侯大國三軍，次等諸侯國二軍，小國則只有一軍。曲沃莊伯時期獲周釐王命為侯，擁有一軍。曲沃代翼之後的獻公時期，開始作二軍，並以太子申生將下軍，自己將上軍。文公在位之後，於被廬作上、中、下三軍，此為三軍制之始。之後又於清原新增新上軍和新下軍，使軍制擴充為五軍。晉襄公時，因一批老臣相繼去世，便又恢復為三軍制。晉厲公時又擴充為六軍，以提拔新人。悼公在位後，再度恢復為三軍，至此直接春秋末年，晉國一直保持三軍制不變。三軍的長官是由執政擔任，每一軍都有一將一佐。其中以中軍將為最高軍事長官，同時也是執政正卿。
在文公以前，軍隊的最高統帥是國君，每逢戰事，國君多會親自迎戰，為國君駕車的人立於戰車之左，稱之為“御戎”；國君本人居中，主要指揮軍隊；在國君右邊，還會有一名“戎右”執長兵器打擊敵方戰車。從城濮之戰後，國君一般不會親自出戰了，而是由正卿取而代之。

#### 兵種
晉國的軍隊又分車兵和徙（步）兵兩種。車戰是春秋時期主要的作戰方式，晉國的車兵皆為甲士。甲士，也稱為士。他們都是國人組成，國人都居於國都周圍，是下層貴族的一種。士的職責就是“執干戈以衛社稷”，由於是子孫相繼的世襲軍人，所以他們不會直接參與農作。士在出征時需要自帶裝備和補給，並會用數名家丁做後勤。
車兵雖為晉的主要武裝力量，但由於甲車耗費甚大，而甲士人數有限，為了擴展軍力，不得不征集庶人入伍，稱之為卒伍。庶人本是自由耕種的農民，他們農時要自己耕作，閒時則應徵入伍，作為徒兵或做雜役。
由於位處北方，為了與戎狄對抗，晉於獻公時一度設置步兵，當初僅左、右二行。文公新加中行，形成中、右、左三行，並以荀林父為中行主將。但三行存在時間甚短，三年後，就將三行改制為上、下兩新軍。之後，晉便再也沒有設置過步兵了。

### 土地
按周朝的封建制原則，晉國將土地劃分成若干份邑和縣分給公室和各級貴族。這些封地又會分為兩部分，一半是為公田，由擁有者派出人員經營；另一半則由庶民耕種，稱之為私田或份地。從春秋後期開始，由於社會的變革，大量的公田都無人耕種，傳統的制度便逐漸被改變。擁有土地的卿大夫們一反原本單一的畝制，紛紛自行規定畝制，將公田分給普通人民，再依私田的方式收稅，這也是春秋戰國之交的一大變革。

### 法制
由於晉國的宗法制度影響不強，所以變得格外重視法制，晉位於夏墟，常引用夏書來判案。晉也是成文法產生的故鄉。
文公四年（前633年），文公作“執秩之法”，這是第一步變革。襄公去世後，大權落於趙氏之手，執政的趙盾將文公所作的法制修改為“趙宣子之法”，其目的是為保持私家的利益。景公時期，景公不滿趙氏專權，特命士會到王室學習周禮，回國後，依周禮制定了“範武子之法”，這部法律旨在增益公室而抵制卿族勢力。不久，景公就依這部法律誅趙氏。悼公時期，為表示友好，令士渥濁修改範武子之法，以緩和公室和卿族的關係。這五部法律內容都十分龐雜，類似於今天的憲法。
春秋後期，晉的卿族十分強橫，在消滅欒氏後，六卿執政的局面已經形成。為了保持自身權益和打壓公室。執政正卿範宣子將刑法從總法用分出，單獨而成“範宣子刑書”，這部法律廢除了貴族特權。起初，這部刑法只是私藏於府，並沒有公開。待到四十年後的頃公十三年（前513年），六卿家族已經不能相容，趙鞅和荀寅才首次於大鼎上刻上這部刑書。

### 婚姻
晉為姬姓國，是黄帝的後裔，有和姜姓通婚的傳統。晉的始封君唐叔虞的母親邑姜便是姜太公呂尚的女兒，後代國君也常與姜姓女子為妻。文侯的母親和夫人都出於姜姓；武公的妾為齊姜，獻公繼位後又娶她為妻並生穆姬和太子申生；文公流亡齊國後，齊桓公将女兒嫁給他；後期的平公也多次娶齊女。
因地處北方，其境和戎狄連接。從獻公即位後打破了“同姓不婚”的規則，先娶同姓贾国女子，後又娶唐叔虞流落在狄人部落的後代所出的狐氏女子，生文公；平公在位期間，其宮中就有四名姬姓女子。不僅於此，晉國還大量和狄人通婚，獻公所娶的大戎狐姬和骊姬都是姬姓戎女；之後的國君和卿大夫也常與戎人通婚。

## 文化

### 哲學與宗教
周朝實行“以德配天”的“天命觀”思想，這也是晉國在西周時期的主要意識形態。唐叔虞受封不久，在晉國發現了一種“異畝同穎”的嘉禾，便將它獻給成王，成王又要他轉交給東方的周公，周公特作《嘉禾》以示上天對周朝的眷顧。周室東遷後，平王作《女侯之命》勉勵扶立有功的晉文侯，其中就提到了“奉天”、“敬祖”、“明德”和“惠民”的思想。在文侯之後的晉國分裂時期，由於內戰的頻繁，令普通人民對“天命觀”產生了動搖，他們不再相信變化無常的上天。在《詩經·唐風》中有一首《鴇羽》就提出了“悠悠葵，曷其有常”的疑問。於是原本的“敬天保民”思想向著“重民”轉變。重民思想在春秋後期進一步發展為“愛民”，大臣師曠就勸諫平公要懂得節制和減輕國民的負擔，這樣才能獲得人民的支持而在與世卿的鬥爭中佔得優勢。
晉國深信占卜，並有“卜”、“筮”、“占星”、“原夢”、“看相”和“音兆”等多種形式，其中又以卜和筮最為常見。《左傳》所載的各國卜筮活動約八十多次，而晉國就佔去一大半。獻公晚年欲立驪姬為夫人，就先後運用卜和筮兩種方法。但隨著時間的推移，卜筮在春秋後期已淪為一種形式，人的意志已蓋過“神”的意志。趙鞅在同範氏、齊、鄭聯軍作戰之前占卜，便出的結果是不吉，但他甘愿違卜作戰；另一次在攻打衛國時，形勢對己方不利，他就以占卜不吉為由班師回國。

### 文字
晉國所使用的文字多見於甲骨、青铜器、陶器和貨幣等材料上，其中以春秋時的作品最為常見。從山西洪洞出土的春秋晚期甲骨中的文字筆畫纖細，與殷墟發現的商朝甲骨文的字體不同，而和春秋戰國時的青銅銘文接近。
二十世紀以來已經多次出土了晉國的盟誓載書，其中最為著名者，便是二十世紀六十年代，於晉都新絳所在的山西侯馬東周古城出土的《侯馬盟書》，這批盟書都是由毛笔用朱紅墨水寫就於玉石片上，從書中嫻熟的筆法可看出筆墨在當時已為長期使用，其文字的整體風格一致，字形和楚國文字相似。書中的文字是研究古代文字書法的珍貴材料。盟書中的文字的特點有：
1. 一字多形。其中又分以精簡筆畫形成如“從”字，或因偏旁易位而形成的，如“助”，通常都有三種寫法。從盟書文字可知這種情況十分常見，如“敢”有九十餘種寫法，“嘉”的寫法更多達百餘種。像“亟”這種可以組字的部首本身也有十餘種寫法，當它用來做部首組成其他文字時，會顯示更加複雜[119]；
2. 假借字。漢時成書的《說文解字》雖然認為假借是造字六義之一，但其並非造字原則，而是在現成文字不足的情況下，所採取的權宜之計，如“是”指“氏”，“俞”指“偷”的情況都是如此。從現成盟書所整理的文字中，本字有三百八十一個，存疑的四十六字，加再上一部分現已殘缺的文字，由此可知當時的日常文字數量已頗為豐富；
3. 合字。除上述兩點外，盟書文字還保有不少合字，像“子孫”寫為、“大夫”寫為等等。合字通常是不會造成誤解的專名。另外，盟書中還發現了作者特意而加的標點符號，約四十七處。[117]

而從《左傳》的記載還可看出，當時的人們已經初步形成文字學，師服所說的“嘉耦曰妃、怨耦曰仇”和史趙的“亥有二首六身”都被認為是對文字的研究。

### 史學
晉國的史書稱《乘》，乘是取載之意。世掌典籍的大夫家族稱為“籍氏”。而太史則主要記載言行，其中較為知名的人有董狐，時稱“良史”。當時史與籍有所不同，分司記載和收藏。《乘》在戰國初期還存在，諸子典籍也多有引用，但晉乘中的記載不見於孔子所刪採的《春秋》和其傳。秦始皇統一天下後，《晉乘》被視為“百國春秋”而遭付之一炬。而漢武帝之後，又罷百家，尊儒術，《晉乘》從此散佚，後世的《漢書·藝文志》及《隋書·經籍志》均無任何記載。現存的《晉乘》四十二則是為後人偶獲，每則只記一事，並且不記年月，都為晉文公時期的事跡，內容多為採自《韓非子》等書。
由於史官司職不同，在春秋時發展出以記言為主的題材。《國語》就是本記言的史書，其中的《晉語》有九篇，佔全書的二分之一。
史官另一個重要職責是整理記錄國君及貴族階級的世系，六卿中知氏的成員知果預言家族將滅，就在太史處登記，從知氏中分出，新立輔氏。後知氏被滅，輔氏得以幸免。另一方面，卿大夫家族也有私人史官，主要記載自家家史，戰國成書的《世本》就多數引用了家史。

### 天文和曆法
早在西周時期，晉國就對日月和行星的運動及二十八星宿有所了解。《诗经·國風·唐風·綢繆》中就出現了“三星在天”、“三星在隅”等記載，這當中的三星即是指參星。西周時，中國已經用歲星進行纪年，人們又將黄道附近一周天自西向東分為十二個等分的星域，稱為“十二次”，每一次以二十八宿中鄰近的幾顆為界域，歲星（即木星）每年約運行一次，十二年就運行一周，如果歲星在星紀就稱為“歲在星紀”。歲星一方法用來調整曆法並指導農事；另一方面也用作占卜。
繼“十二次”之後，當時人們還創造出“分野說”，將天上的十二次同地面聯繫起來。如實沈就是晉星。卜官還會依據星域中的異常來推測其對應國家的吉祥，這就是占星術。
晉位於夏虛，啟夏政，故而曆法不用周歷，而是使用夏朝的夏曆。夏曆正月為建寅之月，相比周曆，其在農物方面更加科學。當時雖還未形成“二十四節氣”，目前已知晉國人是用“分”、“至”、“啟”、“閉”八個節氣來對應春分、秋分、夏至、冬至、立春、立夏、立秋和立冬。
夏歷是一種陰陽歷，歲差是以置閏來調整的。在西周時，人們已經知道調整置閏的適當時期。邁入春秋後，又懂得了十九年七閏法。此外，晉國人還以月相來記日，用“朔”表示每月的初一，以“朏”表示初二或初三。
發源於商朝的干支紀日法在晉國已經非常普及，廣泛運用於社會各階層。在記時方面，則以“雞鳴”、“眛爽”、“旦”（日出）、“大昕”、“日中”、“日昃”、“夕”（日入）、“昏”、“宵”與“夜中”（夜半）共十時為表記。這種記時方法一直使用到南北朝時期。

### 數學
規和矩是春秋時期手工業者常用的工具，《周髀算經》記載的勾股定理就是人們在運用規的過程發現的。目前並不曾見晉國運用勾股定理的直接記載，但根據史書所載的記錄來看，他們實際是懂得勾股定理的。
珠算的前身“籌”在春秋時的晉國也獲得廣泛運用。平公在位時期，其母晉悼夫人賜予參加修筑杞國城墻的工人酒飯，絳縣一位沒有兒子而只好親自去建城的老人也參加了酒席。有人懷疑他的年紀，老人以干支紀日做答：“臣生之岁，正月甲子朔，四百有四十五甲子矣，其季于今三之一也。”，官吏將答案回饋到朝廷，師曠、史趙和士文伯根據一年{\displaystyle 365{\frac {1}{4}}}約等於{\displaystyle 6{\frac {1}{2}}}個甲子心算出答案，師曠認為是“七十三年矣”，運用的方法類似：{\displaystyle {{{6}\times {73}}+{{\frac {1}{12}}\times {73}}}=444.0833}...約於等於445；士文伯得出“二萬六千六百六十天”，是以癸未距甲子四十日，採用{\displaystyle {{445}\times {60}}=26700}再{\displaystyle {{26700}-{40}}=26660}；史趙的答案“亥有二首六身，下二如身，是其日數也”比較特別，杜預認為這是“亥字二劃在上，併三六為身，如算之六”，史趙採用的實際就是籌算。
定公二年（前510年），晉國聯合諸侯大夫為王室修繕成周，晉國世襲司空的士氏成員士彌牟主持了這項有晉、魯、齊、宋、衛、鄭、曹、莒、薛、杞和小邾，共十一個諸侯國參加的浩大工程。這項工程在三十天就告竣工，士彌牟在修建過程中，不僅進行土方計算，而且還運用物理學中的求功原理，並連同工程所需的材料和工人口糧都一一列出，交給各個諸侯工程隊。從這項工程可看出當時的人們在建築工程運籌方面的成就，這也是先秦土木工程的一大傑作。

### 醫學
由於傳統天命觀和巫術的普及，以至晉國在醫學方面的成就並不出色，國君或大臣生病通常是請其他諸侯國的醫生幫助。晉景公病重期間，首先是請桑田巫進行驅癘祈福，在他無能為力的情況下，才請秦國的醫緩來醫治，病入膏肓的景公終因錯失醫治良機不久後就去世了；後來晉平公生病，仍先採用占卜，最後才又向秦國求醫。秦國派醫和前來醫治，直言是因縱欲所致。直到春秋末期，晉國才擺脫巫術對醫學的干涉。趙鞅生病後，下屬直接請扁鵲來治療，三天後就已康復。
晉國雖因巫術的盛行阻礙了醫學和發展，但在藥物的運用、常見疾病的預防與治療以及人體健康和環境之間的關係仍有了解。晉景公原本想遷都到郇瑕之地，大夫韓厥認為當地“土薄水淺”，居住在那種地方容易患上風濕和關節炎之類的病癥。在他的建議下，景公最終改遷於“土厚水深、居之不疾”的新田。
由於春秋後期的氣候反常，傳染病在各諸侯國較為流行。疾病的傳播也時常影響到國家的軍事行動，各國為了人民的健康，以各種方式預防疾病的傳染和擴散，但都沒有好的治療方式，只能消極的預防。晉國曾因預防不力受到鄭國子產的指責。直到《山海經》成書後，人們才已初步掌握一些傳染病的治療方法。

#### 藥物學
晉國對藥物的知識也很豐富。驪姬之亂時，驪姬欲謀害太子申生，暗中在申生祭祀的食物中放入鸩和堇，這兩種劇毒之物導致“祭地，地墳，與犬，犬斃，与小臣，小臣亦毙”，令晉獻公對申生大為不滿。此外，晉國在藥量方面也有經驗。晉文公令醫衍毒殺衛成公時，醫衍因接受成公大臣衛寧俞的賄賂，便減小藥量，終令成公能保全性命。不僅於此，當時還懂得了用偏方治病。趙鞅家臣胥渠的病情需要食用騾肝才可以痊癒，趙鞅殺掉自己的白騾作藥方為他醫治，最終取得顯著療效。

### 音樂與詩歌
在西周時，各地的諸侯每逢冬天都會去朝見天子。天子也會於此時在宗廟主持對祖先的祭祀，諸侯則會助祭。在祭祀過程所演唱的便是《詩經》中的雅頌。而國風則是由天子委派的史官在各地蒐集的民歌，再由樂師加工並配樂。《詩經·國風》中收有的晉國民歌都集結於魏風和唐風。其中《魏風》有七篇，分別是：《葛屨》、《汾沮洳》、《園有桃》、《陟岵》、《十畝之間》、《伐檀》、《碩鼠》；《唐風》為十二篇：《蟋蟀》、《山有樞》、《揚之水》、《椒卿》、《綢繆》、《杕杜》、《羔裘》、《鴇羽》、《無衣》、《有杕之杜》、《葛生》和《採苓》。以上詩歌的內容豐富，題材也極廣泛，在描寫手法上採用鋪陳、比、興等多段手段。這些詩歌中，有的描述軍隊生活，如《伐檀》和《鴇羽》；有的描寫普通農民的生活，如《十畝之間》和《採苓》；有些是反映新婚生活的愛情詩，如《綢繆》、《葛生》；而像《伐檀》與《碩鼠》則屬於政治諷刺。此外還有許多不見於現存《詩經》的詩歌，常常被《左傳》所引用。
《詩經》在春秋以後的晉國也佔有重要地位，不僅是日常必讀物；另一方面也是各國卿大夫在外活動時，委婉表達意見的方式。《左傳》記載的類似活動中，《詩經》被引用達二百三十五次，其中又以晉國所佔比例最高。除被官方收集的以外，普通人民自編的多數詩歌早已湮沒於歷史長河中無法倖存。
古代的詩歌多為以樂器伴奏，稱之為弦歌；而普通人民在農事、狩獵、捕漁和伐木時即興演唱的詩歌，因沒有樂器伴奏，便叫做徒歌，又稱“謠”。晉國使用的樂器種類繁多，並按種類分為八音。分別是：
| 种类 | 乐器   |
| ---- | ------ |
| 金   | 钟、镈 |
| 石   | 馨     |
| 丝   | 琴、瑟 |
| 竹   | 箫、管 |
| 匏   | 笙     |
| 土   | 埙     |
| 革   | 鼓     |
| 木   | 柷敔   |

由於晉國在春秋是盟主，對外活動甚多，所以備有一種規模龐大的樂工團隊。同時因對外戰爭的勝利，戰敗方常以樂器、樂師為賄賂，其中以“鄭衛新聲”聞名的鄭國就多次賂賄以大量的樂器和樂師。原本按周朝禮制，天子才可以享受一列八人的舞蹈、諸侯為一列六人、大夫則為四人一列。而到春秋後期，不止諸侯開始僭越用天子之禮，甚至連普通的卿大夫也能光明正大的使用八倄了。而作為音樂人才交匯處的晉國，還出現了師曠這位馳名列國的音樂家。

#### 樂理
《孟子·離婁上》中說：“師曠之聰，不以六律不能正五音”，這五音就是指“宮”、“商”、“角”、“徵”和“羽”，是由音的高低而制訂的。六律又分陽律和陰律，陽律原本是指用作確定音調的六根竹管，分為“黃鐘”、“太簇”、“姑洗”、“蕤賓”、“夷則”及“無射”，陰律則為“大呂”、“夾鐘”、“中呂”、“林鐘”、“南呂”與“應鍾”，又稱“六呂”，陽律和陰律可合稱為十二律。晉國當時已經懂得用三分損益法來確定六律，師曠還常將五行學說和五音六律相結合，用以勸導平公。

## 經濟

### 農業
晉國本是建於夏虛，即夏朝的故地，為中華文明發祥地。當地在晉國立國前，便存在了已發展很長時間的古唐國。而晉國又為善農的周人所建，周人的祖先是后稷，其善播百谷，為唐虞時代的農官之長，故而晉國在農業發面甚有經驗。由於西周時代的晉國地域狹小，發展不大。至晉文公時代，由於領地的不斷擴張，以及諸侯霸主的地位獲得了大量貢賦，令境內農業規模迅速發展和繁榮起來。
據古籍《世本》的記載，古人最早使用的農業工具是神农及堯舜時代所發明的耒（lěi）和耜（sì）。所謂耒，是木制的尖刃，形似一端被削尖的木棒；耜則為木、骨等材料打磨而成的平刃農具，狀如大鏟。由於技術的革新，到商周之際，原為其材料為木、骨的耜頭也便改以青銅所製造，這即是現代所稱的鏟，當時則叫做“錢”。與此同時，耒則演變成為犁。到春秋後，當時的主要農具還有鋤，這些當時社會所常見的器物也反映於當時人們的命名風格上，如晉大夫伯宗之子伯州犁；甚至莒國還有國君為莒犁比公，其本名又做買朱鉏。除此之外，晉國所見的農具尚有钁和夯錘。
由於犁的出現，農業技術也就逐漸從原始的刀耕火種向著深耕細作發展。最初，人們還只是用人力來挽犁，在春秋中後期晉國早出現了牛耕。六卿中的範氏和中行氏在政治較量中失勢後，其原用作祭祀的牲牛也被迫成為從事農耕的役畜。

### 手工業
西周時代晉國的手工业發展如何，目前還所知甚少。進入春秋時期後，社會有所變革。晉文公即位後實行“工商食官”的政策，手工業由官營為主，其主管為大司空。政府直接控制手工業的生產，而工人則以世襲傳承。官營的手工業以生產兵器、戰車、鎧甲等戰爭用具，和社會上層必需的禮器、食品、服飾和錢幣為主。而建築領域則以庶人為主體，再輔之專業的工匠。
除官營的外，晉國還存在著由勢大貴族私營的手工業，通用於其家族來建宗廟和鑄祭器。貴族掌握的手工業，雖然在性質上與國營的手工業相差無幾，但不可以稱為“官營”。此外則還有民間以家庭為單位的手工業生產，主要是種桑採麻與養蠶織帛。到春秋後期，社會繼續變革，伴隨貴族私營手工業興起的，則是官營手工業的衰落。於是晉悼公實行“公無禁利”的政策，從此庶人也可以棄家從工，到戰國初期便有了以鹽鐵致富的工場主。
戰國的《考工记》所載的手工業有三十餘個工種，自文獻與出土文物來看，晉國的手工業是分為金屬冶煉、紡織染色、製革、制陶、車船、制鹽、營業和玉石漆器加工八種。

### 商業
在春秋早期之前，實行的是“工商食官”，商人和工人都屬於政府管理，并為世襲制，居住於市井之中，不得隨意改變職業和遷徙。春秋以後，已經開始出現私營商業，那些成功的商人的政治地位也較高，能像外交人員一樣到處活動。商業的發展對舊有制度的衝突也是巨大的。其中最為突出的便為土地成為了商品。晉悼公時期，魏絳勸悼公與北戎談和的建議中，就有一條是“戎狄荐居，贵货易土，土可贾焉。”。到三家分晉之際，則又出現了私人間的封地交易。

### 貨幣
晉國使用的貨幣主要為海貝和布。貝的單位為“朋”，一般要十枚貝為一朋。由於貝產於海濱，處於內地原晉國並不易獲得，隨著經濟的發展，貨幣的流通量也增多，海貝已經供應不足了。於是改用骨或玉仿製成貝的形狀。另一種布幣實際就是種名叫鏟的農具，西周時又稱之為錢或鎛，布即是鎛字的假借。

## 晋国君主
在二十世紀九十年代初，於翼城以和與曲沃之東交界處的天馬—曲村遺址中部偏北發現了晉侯墓地群。目前共發現九組，共十九座墓葬，其中十一座完好，另八座則被盜掘。該墓葬群可分三排，分別是北排四組，中排二組和南排三組。每組的東方都有一座車馬坑。墓地的年代上起西周早期晚段，下至春秋初期。
晉侯墓地的分佈特點是墓葬方向大致相同，基本為東北－西南向，其排列如下表，每組的順序是自東往西：
| 排 | 一组      | 二组    | 三组        | 四组     |
| -- | --------- | ------- | ----------- | -------- |
| 北 | M9-M13    | M6-M7   | M33-M32     | M93-M102 |
| 中 | M114-M113 | M91-M92 |             |          |
| 南 | M1-M2     | M8-M31  | M64-M62-M63 |          |

以上九組墓地除M114-M113組和M9-M13是侯墓居右（西），夫人人墓居左（東）外，其餘皆為侯左，夫人右。
考古學家張長壽認為晉侯墓地的順序為：
| 序号        | 铭文     |
| ----------- | -------- |
| M9-M13      | 晋侯燮   |
| M1-M2       | 晋侯□    |
| M6-M7       | 晋侯     |
| M8-M31      | 晋侯苏   |
| M33-M32     | 晋侯僰马 |
| M91-M92     | 晋侯喜父 |
| M62-M62-M64 | 晋侯邦父 |
| M93-M102    | 晋侯家父 |

從中發現的出土銅器銘文中，共發現有六位晉侯之名，他們為晉侯僰馬、晉侯喜父、晉侯對、晉侯苏、晉侯和晉侯邦父。根據銘文來和編號及相關資料相綜合，得到墓主排列為：
| 序号 | 墓主                     |
| ---- | ------------------------ |
| M33  | 晋侯僰马                 |
| M91  | 晋侯喜父                 |
| M1   | 晉侯對                   |
| M8   | 晉侯苏                   |
| M64  | 晋侯邦父                 |
| M93  | 晋侯家父或晉侯邦父之子？ |

| 墓號 | 《史记·晋世家》的记载 | 山西天马—曲村晋侯墓地青铜器铭文记载 | 墓葬推定年代 |
| ---- | --------------------- | ----------------------------------- | ------------ |
|      | 唐叔虞                | 叔虞                                |              |
| M114 | 晋侯燮                | 晋侯                                | 西周早期偏晚 |
|      | 武侯宁族              | 晋侯喜父                            |              |
|      | 成侯服人              | ？                                  |              |
|      | 厉侯福                | 晋侯僰马                            |              |
|      | 靖侯宜臼              | 晋侯对                              |              |
| M1   | 釐侯司徒              | 晋侯                                | 西周晚期中葉 |
| M8   | 献侯籍 （苏）         | 晋侯稣、叔钊父                      |              |
| M64  | 穆侯费王              | 晋侯邦父、休、伯盍父、伯降父        | 西周晚期末葉 |
| M93  | 文侯仇                | 晋侯家父                            | 春秋初期     |
|      | 昭侯伯                |                                     |              |

### 晋国君主在位时间
|          | 君主     | 谥号                 | 国君本名              | 在位年數       | 在位時間        | 世系关系   |
| -------- | -------- | -------------------- | --------------------- | -------------- | --------------- | ---------- |
| 1        | 唐叔虞   |                      | 虞                    |                | 前1042年—？     | 周武王之子 |
| 2        | 晋侯燮   |                      | 燮                    |                |                 | 唐叔虞之子 |
| 3        | 晋武侯   | 武侯                 | 宁族                  |                |                 | 晉侯燮之子 |
| 4        | 晋成侯   | 成侯                 | 服人                  |                |                 | 武侯之子   |
| 5        | 晋厉侯   | 厉侯                 | 福                    |                | ？—前859年      | 成侯之子   |
| 6        | 晋靖侯   | 靖侯                 | 宜臼                  | 18年           | 前858年—前841年 | 厲侯之子   |
| 7        | 晉侯     | 侯、 僖侯            | 司徒                  | 18年           | 前840年—前823年 | 靖侯之子   |
| 8        | 晋献侯   | 献侯                 | 籍                    | 11年           | 前822年—前812年 | 侯之子     |
| 9        | 晋穆侯   | 穆侯                 | 费王                  | 27年           | 前811年—前785年 | 獻侯之子   |
| 10       | 晋殇叔   | 殤叔                 |                       | 4年            | 前784年—前781年 | 穆侯之弟   |
| 11       | 晉文侯   | 文侯                 | 仇                    | 35年           | 前780年—前746年 | 穆侯之子   |
| 12       | 晋昭侯   | 昭侯                 | 伯                    | 6年            | 前745年—前740年 | 文侯之子   |
| 13       | 晋孝侯   | 孝侯                 | 平                    | 16年           | 前739年—前724年 | 昭侯之子   |
| 14       | 晋鄂侯   | 鄂侯                 | 郄                    | 6年            | 前723年—前718年 | 孝侯之弟   |
| 15       | 晋哀侯   | 哀侯                 | 光                    | 9年            | 前717年—前709年 | 鄂侯之子   |
| 16       | 晋小子侯 |                      |                       | 4年            | 前708年—前705年 | 哀侯之子   |
| 17       | 晉侯緡   |                      | 缗                    | 26年           | 前704年—前679年 | 小子侯之叔 |
| 曲沃君主 |          |                      |                       |                |                 |            |
|          | 曲沃桓叔 | 桓叔                 | 成师                  | 14年           | 前744年—前731年 | 昭侯之叔   |
|          | 曲沃莊伯 | 荘伯                 | 鱓                    | 15年           | 前730年—前716年 | 桓叔之子   |
| 18       | 曲沃武公 | 武公                 | 称                    | 39年           | 前715年—前677年 | 莊伯之子   |
| 19       | 晋献公   | 献公                 | 诡诸                  | 26年           | 前676年—前651年 | 武公之子   |
|          | 奚齐     |                      | 奚齐                  |                | 未及即位就被殺  | 献公之子   |
|          | 卓子     |                      | 卓子                  |                | 未及即位就被殺  | 献公之子   |
| 20       | 晋惠公   | 惠公                 | 夷吾                  | 14年           | 前650年—前637年 | 獻公之子   |
| 21       | 晋懷公   | 懷公                 | 圉                    | 未及改元就被殺 | 前637年—前637年 | 惠公之子   |
| 22       | 晋文公   | 文公                 | 重耳                  | 9年            | 前636年—前628年 | 懷公伯父   |
| 23       | 晋襄公   | 襄公                 | 欢                    | 7年            | 前627年—前621年 | 文公之子   |
| 24       | 晋靈公   | 靈公                 | 夷皋                  | 14年           | 前620年—前607年 | 襄公之子   |
| 25       | 晋成公   | 成公                 | 黑臀                  | 7年            | 前606年—前600年 | 靈公之叔   |
| 26       | 晋景公   | 景公                 | 左傳作獳 史記作据     | 19年           | 前599年—前581年 | 成公之子   |
| 27       | 晉厲公   | 厉公                 | 左傳作州蒲 史記作寿曼 | 7年            | 前580年—前574年 | 景公之子   |
| 28       | 晋悼公   | 悼公                 | 周                    | 16年           | 前573年—前558年 | 厲公堂侄   |
| 29       | 晋平公   | 平公                 | 彪                    | 26年           | 前557年—前532年 | 悼公之子   |
| 30       | 晋昭公   | 昭公                 | 夷                    | 06年           | 前531年—前526年 | 平公之子   |
| 31       | 晋頃公   | 頃公                 | 弃疾                  | 14年           | 前525年—前512年 | 昭公之子   |
| 32       | 晋定公   | 定公                 | 午                    | 37年           | 前511年—前475年 | 頃公之子   |
| 33       | 晋出公   | 出公                 | 凿                    | 23年           | 前474年—前452年 | 定公之子   |
| 34       | 晋哀公   | 哀公、 懿公、 敬公   | 骄                    | 18年           | 前451年—前434年 | 出公堂兄弟 |
| 35       | 晋幽公   | 幽公                 | 柳                    | 18年           | 前433年—前416年 | 哀公之子   |
| 36       | 晋烈公   | 烈公                 | 止                    | 27年           | 前415年—前389年 | 幽公之子   |
| 37       | 晋孝公   | 孝公、 桓公          | 颀                    | 20年           | 前388年—前357年 | 烈公之子   |
| 38       | 晋静公   | 静公、 、靖公、 悼公 | 俱酒                  | 8年            | 前357年—前349年 | 孝公之子   |

## 历代正卿中军将
晋国自晋文公之后，逐渐形成了六卿，即范氏、中行氏、智氏、韩氏、魏氏和赵氏六家。春秋后期，晋国之政由六卿把持，晋君反要朝于六卿。
| 正卿   | 谥号     | 姓 | 氏       | 执政时间        | 家族関係                         |
| ------ | -------- | -- | -------- | --------------- | -------------------------------- |
| 郤縠   |          | 姬 | 郤       | 前633年—前632年 |                                  |
| 先轸   |          | 祁 | 先、原   | 前632年—前627年 |                                  |
| 先且居 |          | 祁 | 先、原   | 前627年—前622年 | 先轸之子                         |
| 狐射姑 |          | 姬 | 狐       | 前622年—前621年 | 狐偃之子                         |
| 赵盾   | 赵宣子   | 嬴 | 赵       | 前621年—前601年 | 赵衰之子                         |
| 郤缺   | 郤成子   | 姬 | 郤       | 前601年—前597年 | 郤芮之子                         |
| 荀林父 | 中行桓子 | 姬 | 荀、中行 | 前597年—前594年 | 荀息之孙                         |
| 士会   | 范武子   | 祁 | 士、范   | 前594年—前592年 | 士蒍之孙，成伯缺之子             |
| 郤克   | 郤献子   | 姬 | 郤       | 前592年—前587年 | 郤缺之子                         |
| 栾书   | 栾武子   | 姬 | 栾       | 前587年—前573年 | 栾枝之孙，栾盾之子。晋国公族之一 |
| 韩厥   | 韩献子   | 姬 | 韩       | 前573年—前566年 | 韩简之孙，出自曲沃桓叔之子韩万   |
| 荀罃   | 智武子   | 姬 | 荀、智   | 前566年—前560年 | 荀首之子，荀林父之侄             |
| 荀偃   | 中行献子 | 姬 | 荀、中行 | 前560年—前554年 | 荀林父之孙                       |
| 士匄   | 范宣子   | 祁 | 范       | 前554年—前548年 | 士会之孙                         |
| 赵武   | 赵文子   | 嬴 | 赵       | 前548年—前541年 | 赵盾之孙                         |
| 韩起   | 韩宣子   | 姬 | 韩       | 前541年—前514年 | 韩厥之子                         |
| 魏舒   | 魏献子   | 姬 | 魏       | 前514年—前509年 | 魏犨曾孙，魏绛之子               |
| 士鞅   | 范献子   | 祁 | 范       | 前509年—前501年 | 士匄之子                         |
| 荀跞   | 智文子   | 姬 | 智、荀   | 前501年—前493年 | 荀罃曾孙。荀林父之弟荀首之后。   |
| 赵鞅   | 赵简子   | 嬴 | 赵       | 前493年—前475年 | 赵武之孙                         |
| 荀瑶   | 智襄子   | 姬 | 智、荀   | 前475年—前453年 | 荀跞之孙                         |

## 其他人物

### 公子
- 韓萬，曲沃桓叔子
- 晉共太子申生，晉獻公子
- 奚齊，晉獻公子
- 卓子，晉獻公子
- 公子雍，晉文公子
- 公子樂，晉文公子
- 伯鯈，晉文公子
- 叔劉，晉文公子
- 桓叔捷，晉襄公子
- 惠伯談，桓叔捷子
- 揚干，惠伯談子
- 公子慭，晉悼公子
- 戴子雍，晉昭公少子
- 公孙忌，戴子雍子
- 晉太子喜（《御覽》卷八七九）

### 公族
狐氏
- 狐突
- 狐毛，狐突子
- 狐偃，字子犯，狐突子
- 狐溱，狐毛子
- 狐射姑，字季，狐偃子
- 狐簡伯續鞫居，狐偃子

欒氏
- 欒賓，晋靖侯孙
- 欒共叔欒成，欒賓子
- 欒貞子欒枝，欒成子
- 欒盾，欒枝子
- 欒武子欒書，欒盾子
- 欒桓子欒黶，欒書子
- 欒鍼，欒書子
- 欒懷子欒盈，欒黶子
- 欒糾，欒賓同族
- 欒樂
- 欒京盧
- 欒弗忌
- 欒魴

祁氏
- 祁舉，晉獻侯之後
- 祁瞞，祁舉子
- 高梁伯，祁瞞子
- 祁奚，伯高子
- 祁午，祁奚子
- 祁盈，祁午子
- 祁勝

羊舌氏
- 羊舌大夫
- 羊舌職，羊舌大夫子
- 羊舌赤，字伯華，羊舌職子
- 羊舌肸，字叔向，羊舌職子
- 羊舌鮒，字叔魚，羊舌職子
- 羊舌虎，字叔虎，羊舌職子
- 羊舌子容，羊舌赤子
- 羊舌食我，後以封地「楊石」為氏，字伯石，羊舌肸子

郤氏
- 郤豹，字叔虎
- 郤縠
- 郤稱，郤豹子
- 郤義，郤豹子
- 郤芮，郤豹子
- 郤成子郤缺，卻芮子
- 郤獻子郤克，卻缺子
- 郤錡，郤克子
- 步揚
- 步招
- 郤文子郤犨，步揚子
- 蒲城鵲居，步揚子
- 郤昭子郤至，郤犨子
- 郤溱，郤犨子
- 郤毅，一作步毅，卻犨子

韓氏
- 韓萬
- 韓求伯，韓萬子
- 韓定伯韓簡，韓求伯子
- 韓子輿，韓簡子
- 韓獻子韓厥，韓子輿子
- 韓穆子韓無忌，韓厥子
- 韓景子韓襄，韓無忌子
- 韓宣子韓起，韓厥子
- 韓平子韓須，韓起子
- 叔禽，韓起子
- 叔椒，韓起子
- 子羽，韓起子
- 韓簡子韓不信，韓須子
- 韓固，韓須子
- 韓莊子韓庚，韓不信子
- 韓康子韓虎，韓庚子
- 韓武子韓啟章
- 韓景侯韓虔，韓啟章子，後為韓國君主
- 箕襄
- 邢帶
- 韓穿
- 韓龍，《古本竹書紀年》

荀氏、中行氏、知氏、程氏、輔氏
- 荀息荀叔
- 逝敖，荀叔子
- 中行桓子荀林父，逝敖子，後為中行氏
- 中行宣子荀庚，荀林父子
- 中行獻子荀偃，荀庚子
- 中行穆子荀吳，荀偃子
- 中行文子荀寅，荀吳子
- 程文子荀骓，逝敖子，程氏之祖
- 程季
- 程鄭，程季之子（《國語·晉語七》韋昭注）
- 知莊子荀首，逝敖子，後為知氏
- 知武子荀罃，字子羽，荀首子
- 知朔，荀罃子
- 知悼子知盈，荀犖子
- 知文子知跞，知盈子
- 知徐吾，知跞子
- 知瑕，知跞子
- 知霄，知瑕子
- 知宣子知申，知跞子
- 知襄子知瑤，知申子（《左傳》哀二十七、《國語》、《戰國策》）
- 知顏，知瑤子（《宋衛策》）
- 荀息
- 知起，一作中行起
- 荀賓
- 荀家
- 荀會
- 知過，即知果，又稱輔果，後為輔氏（《韓非子》、《趙策一》）
- 智開，奔秦（《秦本紀》、《六國表》）
- 智寬，奔秦（《六國表》）
- 智國（《國語》晉語九）

### 諸氏
范氏、士氏、隨氏、士季氏
- 杜伯
- 隰叔，杜伯子
- 士蒍，字子輿，隰叔子，後為士氏
- 士穀，士蒍子
- 范武子隨會，士穀子
- 范文子士燮，士會子
- 范宣子士匄，士燮子
- 范獻子士鞅，士匄子
- 范昭子士吉射，士鞅子
- 范皋夷，士吉射子
- 士魴，一作彘季，士會子
- 彘裘，士魴子
- 士穆子，士會從弟，後為士季氏
- 士貞子士渥濁，士穆子子
- 士莊子士弱，士渥濁子
- 士文子士伯瑕，士弱子
- 士景子士彌牟，士伯瑕子
- 士獻子士富，隰叔玄孫
- 范無恤，族人
- 士鮒，一作析成鮒
- 士蔑
- 士茁（《國語·晉語九》）

魏氏、令狐氏、呂氏
- 畢萬
- 芒季，畢萬子
- 魏武子魏犨，芒季子
- 魏莊子魏絳，魏犨子
- 魏獻子魏舒，魏絳子
- 魏簡子魏侈，魏舒子
- 魏戊，魏舒子
- 魏襄子魏曼多，魏侈子
- 魏桓子魏駒，魏曼多子
- 魏文侯魏斯，魏駒子，後為魏國君主
- 令狐悼子魏顆，魏犨子，後為令狐氏
- 令狐文子魏頡，魏顆子
- 呂武子魏錡，魏犨子，後為呂氏
- 呂桓宣子呂相，魏錡子

趙氏
- 公明
- 共孟，公明子
- 趙夙，字子餘，公明子
- 趙成子趙衰
- 趙宣子趙盾，趙衰子
- 趙同，趙衰子
- 趙括，趙衰子
- 趙嬰齊，趙衰子
- 趙莊子趙朔
- 趙文子趙武
- 趙獲，趙武子
- 趙羅，趙獲孫
- 趙景子趙成，趙武子
- 趙簡子趙鞅，趙成子
- 趙伯魯，趙鞅子
- 趙周，趙伯魯子
- 趙襄子趙無恤，趙鞅子
- 趙桓子趙嘉，趙無恤子
- 趙獻子趙浣，趙周子
- 趙烈侯趙籍，趙浣子，後為趙國君主
- 趙穿
- 趙旃
- 趙勝
- 趙午，一名邯鄲午
- 趙稷
- 趙朝

籍氏
- 孫伯黶
- 籍頡，孫伯黶子（《左傳正義》引《世本》）
- 南里叔子，籍頡子（《左傳正義》引《世本》）
- 叔正官伯，南里叔子子（《左傳正義》引《世本》）
- 司徒公，叔正官伯子（《左傳正義》引《世本》）
- 籍少襄，司徒公子（《左傳正義》引《世本》）
- 籍太伯，籍少襄子（《左傳正義》引《世本》）
- 籍季，籍太伯子（《左傳正義》引《世本》）
- 籍偃，一作籍游，籍季子（《左傳正義》引《世本》）
- 籍談，籍偃子（《左傳正義》引《世本》）
- 籍秦，籍談子（《左傳正義》引《世本》）

胥氏
- 胥臣，一作司空季子
- 胥甲父，胥臣子
- 胥午，胥甲父子
- 胥克，胥甲父子
- 胥帶，胥午子
- 胥童，胥克子

先氏
- 先丹木
- 先軫，先丹木子
- 先且居，先軫子
- 先克，先且居子
- 先縠，先軫子
- 先辛，先縠子
- 先友，族人
- 先僕
- 先都
- 先蔑

張氏
- 張老
- 張君臣
- 張趯
- 張骼
- 張柳朔

女叔氏
- 女齊，字叔齊
- 女叔游，女齊子
- 女叔寬
- 女叔督

伯氏
- 伯宗
- 伯州犁，伯宗子

丕氏
- 丕鄭
- 丕豹，丕鄭子

董氏
- 董狐
- 董叔
- 董安于

解氏
- 解揚
- 解張
- 解狐

閻氏
- 閻嘉
- 閻明，一名沒

右行氏
- 右行辛
- 右行跪

梁氏
- 梁弘
- 梁由靡
- 梁餘子養
- 梁益耳
- 梁丙父
- 梁嬰父

樂氏
- 樂桓子樂王鮒
- 樂徵
- 樂霄
- 樂丁

成氏
- 成鱄
- 成何

賈氏
- 賈佗
- 賈華
- 賈季
- 賈辛

州氏
- 州綽
- 州賓

箕氏
- 箕鄭父
- 箕遺，魯襄公二十一年被殺
- 箕遺，魯昭公二十二年

邴氏
- 邴豫
- 邴師

程氏
- 程滑
- 程鄭

涉氏
- 涉佗
- 涉賓

屠氏
- 屠擊
- 屠蒯
- 屠黍，晉出公太史，奔周（《呂氏春秋·先識篇》）

史氏
- 史蘇
- 史黯
- 蔡史墨
- 史趙
- 史龜

卜氏
- 卜偃，一作郭偃（《國語·晉語》）
- 辛廖

新稚氏
- 新稚穆子（《國語·晉語九》）

醫巫
- 醫衍
- 桑田巫
- 梗陽巫皋

匠宰
- 匠麗氏
- 膳宰

嬖寺
- 外嬖梁五
- 東關嬖五
- 寺人披，一作勃鞮
- 外嬖叔
- 孟張

### 诸臣
- 師服
- 潘父
- 頃父
- 嘉父
- 里克
- 罕夷
- 杜原欵
- 虢射
- 呂飴甥，又作陰飴甥、瑕飴甥
- 叔堅
- 左行共華
- 騅歂
- 纍虎
- 特宮
- 山祁
- 慶鄭
- 介之推
- 蛾晢
- 頭須
- 顛頡
- 茅筏
- 王官無地
- 陽處父
- 萊駒
- 狼瞫
- 戎津
- 公婿池
- 蒯得
- 鞏朔，一稱士莊伯、鞏伯
- 詹嘉，一作詹季
- 鉏麑
- 提彌明
- 靈輒
- 綦母張，或作綦毋張
- 鮑癸
- 鄭丘緩
- 夏陽說
- 糴茷
- 杜溷羅
- 茀翰胡
- 夷羊五
- 長魚矯
- 孟張
- 清沸魋
- 伯子同氏
- 逢大夫
- 鐸遏寇
- 和組父
- 師曠
- 行人子員
- 田蘇
- 邢伯
- 虞丘書
- 具丙
- 追喜
- 劉難
- 黃淵
- 嘉父
- 司空靖
- 申書
- 叔罷
- 邢蒯
- 斐豹
- 督戎
- 輔躒
- 宛沒
- 行人子朱
- 絳縣老人
- 成公般
- 孟丙
- 王生
- 甯嬴
- 鄔臧
- 樂霄
- 僚安
- 觀虎
- 小王桃甲
- 郵無恤
- 繁羽
- 宋勇
- 傅搜
- 公孫尨
- 楚隆
- 酅魁壘（《左傳》哀二十七）
- 舟之僑，本虢人
- 雍子，本楚人
- 苗賁皇，本楚人
- 齊烏餘，本齊人
- 陽虎，本魯人
- 段規，韓氏家臣
- 任章，一作任增，魏氏家臣
- 王登，趙氏的中牟縣令
- 張孟談，趙氏家臣
- 郗疵，知氏家臣（《趙策一》）
- 豫讓，知氏家臣（《刺客列傳》）
- 少室周，趙簡子家臣
- 犀首（《宋衛策》）
- 韓龍（古本《竹書紀年》）

### 女性
- 姜氏，晋穆侯夫人
- 齊姜，晉武公妾，後為晉獻公夫人，生太子申生
- 賈君，晉獻公妻，另说是太子申生妻
- 大戎胡姬，又称狐季姬，晉獻公妾，生重耳
- 小戎子，晉獻公妾，生夷吾
- 驪姬，晉獻公妾，生奚齊
- 驪姬娣，晉獻公妾，生卓子
- 梁嬴，晉惠公妾，生公子圉
- 懷嬴，晉懷公妃，後為晉文公妾
- 姜氏，晉文公妾
- 文嬴，晉文公妃
- 辰嬴，晉文公妾，生公子樂
- 偪姞，晉文公妾，生晉襄公
- 季隗，晉文公妾，生伯鯈、叔劉
- 杜祁，晉文公妾，生子雍
- 穆嬴，晉襄公妾，生晉靈公
- 景公夫人，齐女
- 悼夫人，杞孝公女
- 少姜，一作少齊，晉平公妃
- 平公夫人，晉平公妃，齊公孫萬女
- 衛姬，晉平公妃，卫献公女
- 伯姬，晉獻公女，秦穆公夫人
- 妾 (晋惠公女)，晉惠公女
- 趙姬，晉文公女，嫁趙衰
- 襄公女，公婿池妻
- 伯姬，晉成公女，嫁潞子嬰兒
- 趙莊姬，趙武母
- 平公女，楚灵王夫人
- 公子慭女
- 叔隗，趙衰妾，生趙盾
- 赵胜妻，荀吴女
- 甯嬴妻
- 伯宗妻
- 豫讓妻（《刺客列傳》）
- 秦嬴，又作晉幽夫人，晉幽公夫人（《晉世家》）

## 註腳